# エル・グレコ
エル・グレコ（El Greco、1541年 - 1614年4月7日）は、現在のギリシア領クレタ島、イラクリオ出身の画家。本名はドミニコス・テオトコプロス（Δομήνικος Θεοτοκόπουλος、ラテン文字転写：Dominikos Theotokopoulos）で、一般に知られるエル・グレコの名は、スペイン来訪前にイタリアにいたためイタリア語で「ギリシャ人」を意味するグレコにスペイン語の男性定冠詞エルがついた通称である。マニエリスム後期の巨匠として知られる。マドリードにあるプラド美術館には、グレコの作品が多数展示されている。

## 人物

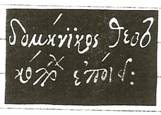
グレコの作品に書かれたサイン

ヴェネツィア共和国統治時代のクレタ島のカンディア(現イラクリオ）に生まれ、イタリアを経てスペインに渡り、トレドに暮らした。ギリシア人でありながらフェリペ2世に仕えようとしたが、グレコの作品はフェリペに評価されず、宮廷画家になることは叶わなかった。グレコは晩年に至るまで自身の作品にギリシア語の本名でサインをしていた。グレコの現存する作品のおよそ85%が聖人画を含む宗教画であり、10%は肖像画となっている。グレコは絵画だけではなく、彫刻や建築の構想も手掛け、特にスペインにいた時期は建築に強い関心を寄せたが、実際に建物の建築をすることは無かった。一方でグレコは自分が描いた油彩画が収められる祭壇衝立の設計、工房の彫刻家の人物像の原案の素描、建築家と共に祭壇衝立の設置される礼拝堂の建築、採光の考案なども手掛けた。

## 生涯

### 若年期

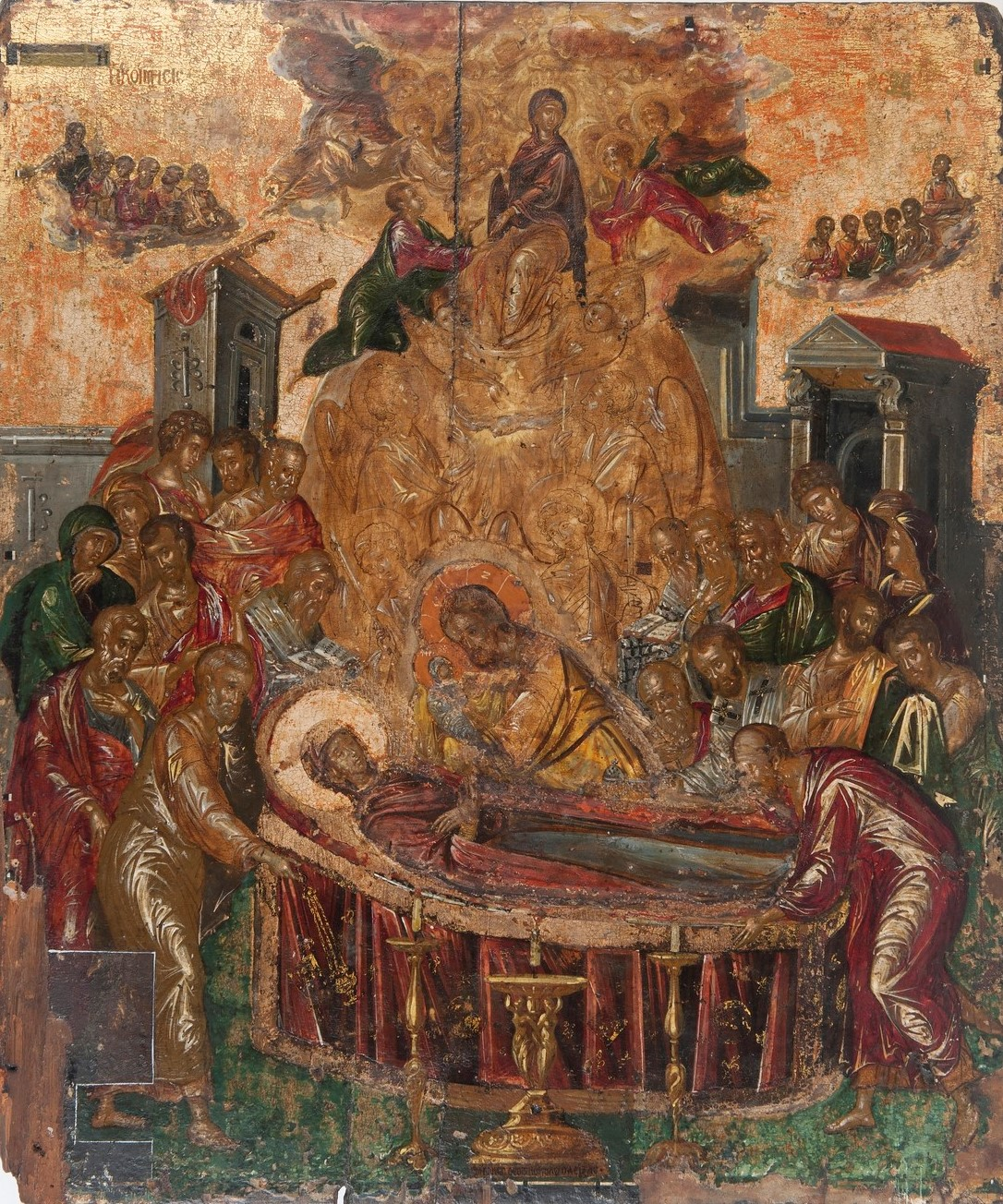
『聖母の死』

グレコは、1541年に当時ヴェネツィア共和国の支配下にあったクレタ島の首都であり港市であるカンディアで生まれた。ビザンティン帝国は1453年、オスマン・トルコによって国としての歴史に幕を下ろした。しかし旧支配地域ではビザンティン美術の伝統であるポスト・ビザンティンが残っていた。それはカンディアでも変わりなく、宗教祭事及び図像学的にカトリックとは異なった世界が形成されていた。グレコはその影響を受けて育った面もある。当時のグレコの作風にはポスト・ビザンティン美術の影響が見られる。カンディアではこのように後期ビザンティン美術の伝統を継ぐ画家となり、同時に独学で部分的にイタリアルネサンス美術の手法を取り入れたと考えられている。1563年にはイコン画家として独立していた。1566年に親方であるグレコがカンディアで金地に書いたキリストの受難図があり、それをくじで売却するための査定の許可を求めている。また同年、トマス・バレストラスによりテオトコプーロス兄弟が何らかの形で苦しめられていたことに対して、バレストラスがそれをやめなければガレー船送りにするというヴェネツィア政府の公文書による警告が残っている。1561年から1565年はギリシアの技術でイタリアでのやり方で働く予定だったらしく、ヤコポ・バッサーノの門下の関係にあったことが指摘されている。

### ヴェネツィア派との交流

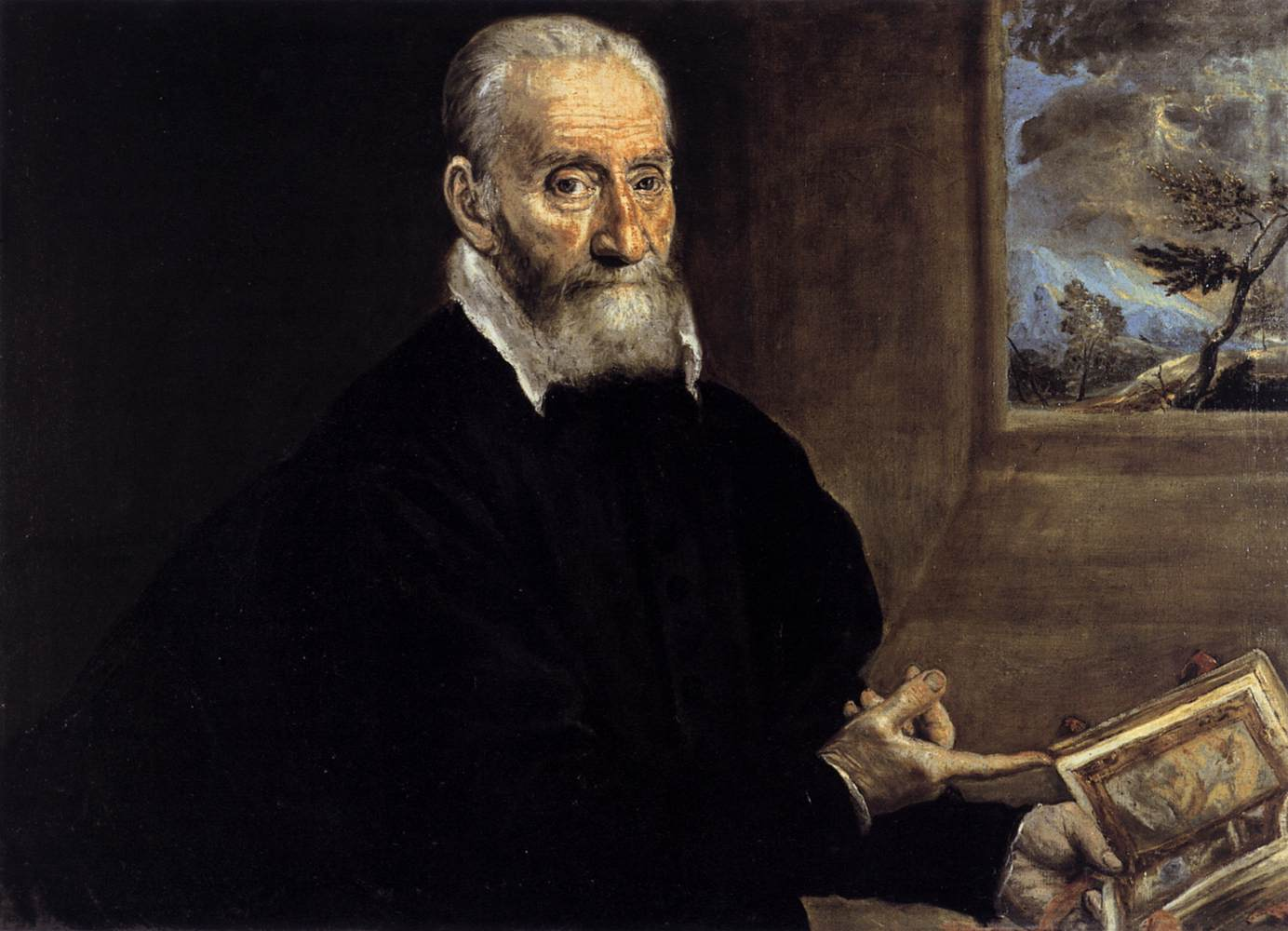
エル・グレコ『ジュリオ・クローヴィオの肖像』(1571年頃) カポディモンテ美術館、ナポリ

グレコは1567年の春か夏、遅くとも1568年の春か夏にギリシャ系クロアチア人ジュリオ・クローヴィオの推薦を受けてヴェネツィアに渡っていた。その際ティツィアーノ・ヴェチェッリオに弟子入り、もしくは工房の外でその様式を学んだ可能性の方が高いことが指摘されている。これによりグレコはビザンティン方式の一切を放棄したわけではなかった。しかし色彩や遠近法、解剖学、油彩技法の使用などの点でヴェネツィア・ルネサンス方式を習得していった。他にもヴェネツィアで西欧流の技法や図像、地図製作の知識を習得した。当時ファルネーゼ家は教皇パウルス3世を輩出して以来、美術の建築のメセナとして世に知られていた。グレコは移住の際当時のスペイン人聖職者や人文主義者などがしばしば訪れていたアレッサンドロ・ファルネーゼ枢機卿の知的サークルと交流を持ち、パラッツォ・ファルネーゼ（ファルネーゼ宮）に自由に出入りができた。また、それゆえに同家のカプラローラにあるパラッツォ・ファルネーゼの装飾にも参加したと考えられている。1570年までヴェネツィアに留まった。この頃の作品として、《モデナの三連祭壇画》(エステンセ美術館、モデナ)、《エジプトへの逃避》(プラド美術館) 、『受胎告知』(プラド美術館)　などがある。
1572年7月6日、突然グレコはファルネーゼ枢機卿に突然の解雇についての釈明の要求と撤回の嘆願を請う手紙を出しており、この頃には既にグレコが解雇され、その上嘆願も届かなかったことが分かっている。同年、サン・ルーカ画家組合に「ピットーレ・ア・カルテpittore a carte（紙に描く画家という意味）」として登録され、加入している。当時イタリアの労働組合の構成員は親方に限られていたことから、この時までにグレコは親方として自分の工房を持っていたことが分かる。これ以降グレコの絵画はイタリアの影響が色濃く反映されており、主に個人の顧客向けの肖像画や小型の宗教画を描いた。当時のイタリアの絵画の主流はヴェネツィアからローマに移っていったため、30歳を迎えようとしていたグレコも、ジュリオ・クローヴィオの推薦を受けてローマへ移動し、1576年から1577年の間定住した。ローマでのグレコの主なパトロンはフルヴィオ・オルシーニであった。この時期の作品として『神殿を浄めるキリスト』(ミネアポリス美術館)、『ロウソクに火を灯す少年』(カポディモンテ美術館) などがある。後に勉強のためイタリア各地（パドヴァ、ヴィチェンツァ、ヴェローナ、パルマ、フィレンツェ）を放浪し、その後にスペインへ渡ったと言われる。

### スペインでの活動
グレコがスペインを目指した理由は明確ではないが、1577年の春にはマドリードにいたことが記録されている。グレコが到着した時代のスペインは、レコンキスタでの勝利とコロンブスによるアメリカ海域での新世界の侵略、そしてカルロス1世の国王即位により急激に力を強めていた。仕事以外ではトレドに定住するようになったが、この時期彼は作品の査定額や技術的問題、図像上の問題でグレコ自身やその顧客による訴訟が起こされたことが記録に残っている。トレドにグレコが向かった理由は、当時神のごとき存在であったミケランジェロをローマで酷評したことが原因と言われる。グレコはローマにいられなくなったという伝説が残るほど辛辣な評価をミケランジェロの絵画に下した。一方でミケランジェロのデッサンに対してはグレコは絶賛している。当時スペインの芸術家たちには、視覚芸術はアカデミックな知的活動であるという認識が広がってはいなかった。そのためフェリペ2世の支援があったにもかかわらず、芸術家たちの社会状況はイタリアと比べてひどく劣ったものであった。スペインでの初仕事として大聖堂から《聖衣剥奪》、サント・ドミンゴ・エル・アンティーグォ修道院からは3つの祭壇衝立を依頼された。《聖衣剥奪》の完成後、作品を受け入れた大聖堂は「キリストに対する冒涜」を理由に報酬を踏み倒そうとした。グレコは裁判で争うが、大聖堂はグレコを異端審問にかけると仄めかし、結局調停案（当初グレコが提示していた額の約三分の一の支払い）を受け入れた。1582年には異端審問所で隠れイスラム教徒の嫌疑をかけられた、ギリシャ人少年の通訳を務めている。

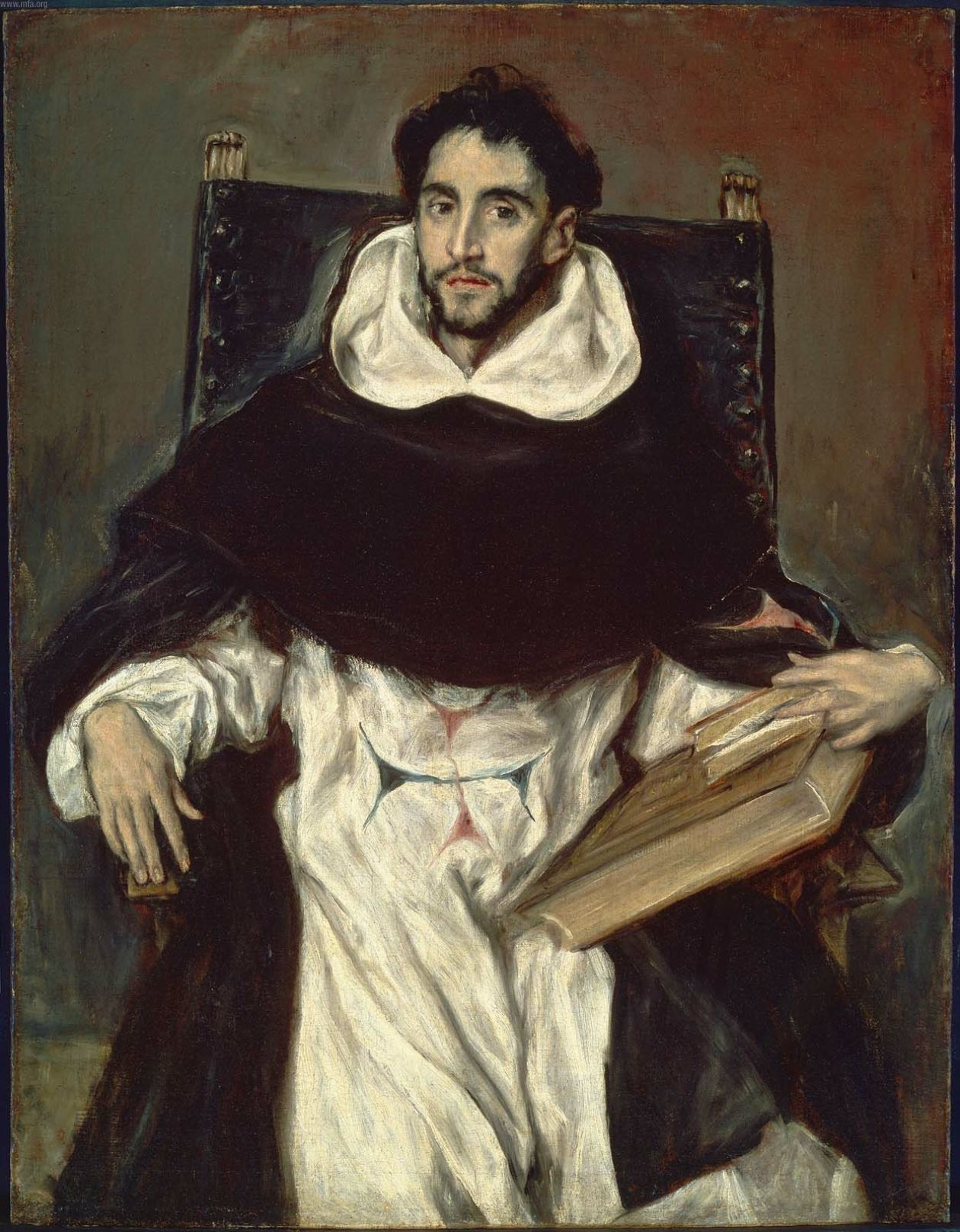
グレコによる『修道士オルテンシオ・フェリス・パラビシーノの肖像』

フェリペ2世に依頼された《聖マウリティウスの殉教》がエル・エスコリアル修道院の聖堂を飾る祭壇画の一つとして描かれたが、1584年にヒエロニムス会士に受け入れを拒否された。これ以降グレコは次第に工房を広げ、主な仕事として修道院、教区聖堂、礼拝堂の祭壇衝立の一括制作をしつつ、トレドの町とその大司教区にあたる修道院や教区聖堂のための制作も引き受けるようになった。この時期様々な礼拝堂の依頼を個人で、または息子と連名で契約を結んだが、それらの中には実現しなかったものもあった。1603年、グレコはイリェスカスのカリダード施療院と祭壇衝立の制作契約を結んだ。しかし1605年8月にその評価額を巡って施療院と対立した。施療院側は祭壇衝立全体で2436ドゥカートとし、《慈愛の聖母》の画中に描かれているひだ襟を付けた肖像画を、施療院にふさわしい人物像に描き変えることを要求した。最終的に1608年に1666ドゥカートがグレコ側に払われることで決着した。1612年から1614年にかけて、グレコは自身の墓碑のためにサント・ドミンゴ・エル・アンティグオ聖堂に《羊飼いの礼拝》を制作した。本作はプラド美術館に所蔵されている。1614年3月31日に遺言状を作成し、その中でホルヘ・マヌエルを相続人、ルイス・デ・カスティーリャと修道士ドミンゴ・バネーガスをその執行人としたグレコは、同年の4月7日にカトリックの臨終の秘蹟を受けこの世を去った。その際友人で修道士、詩人でもあるパラビシーノは、以下の墓碑銘を捧げている。
遺体はトレドのサント・ドミンゴ・エル・アンティーグオ教会の地下に保存されており、棺を上から教会部外者でも見ることができる。

## 作品

### 知的活動

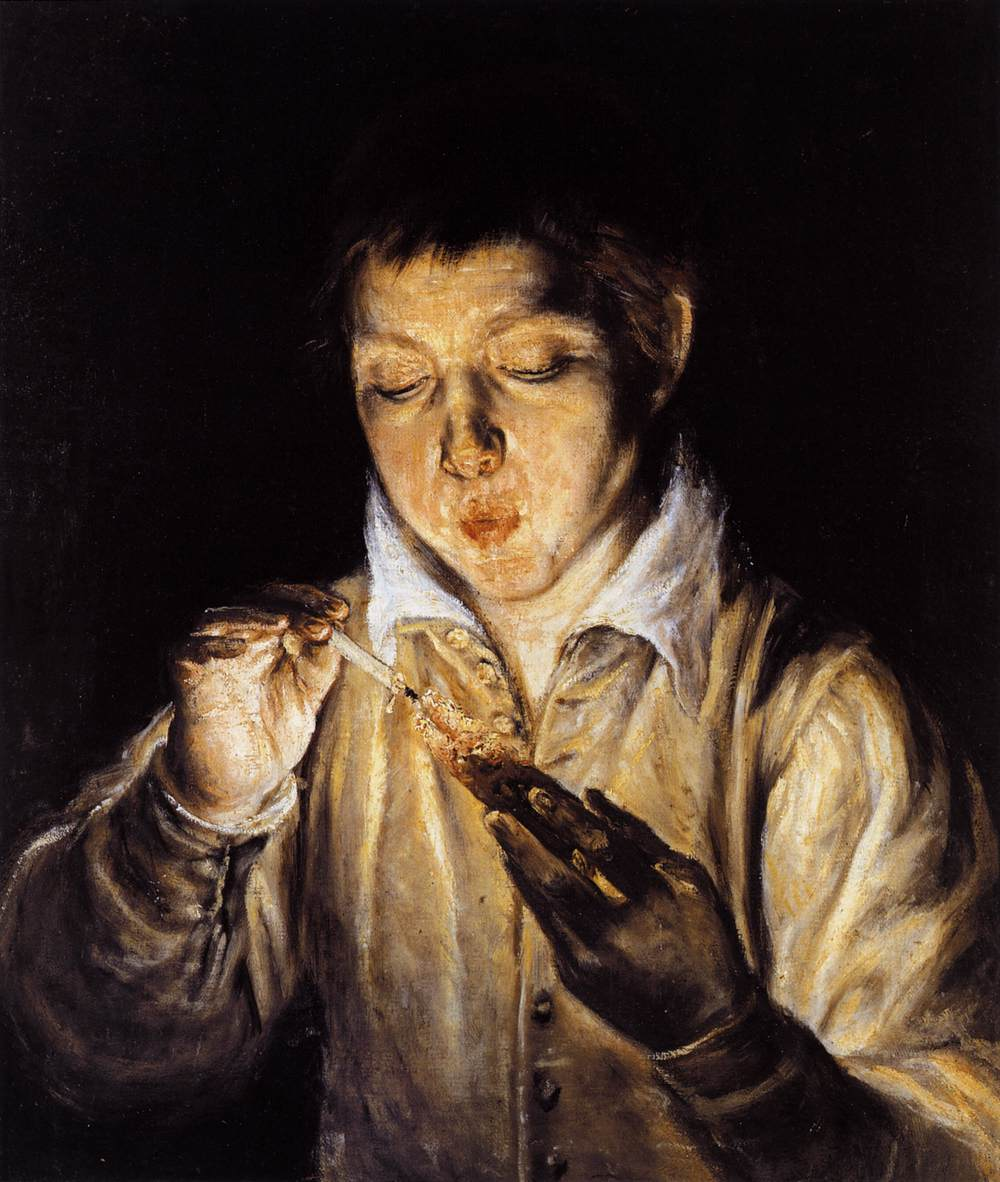
《ロウソクに火を灯す少年》ルネサンス期の流行である古典の記述に基づいて、失われた美術品を再現したと言われる作品。本作はプリニウスの『博物誌』にある記述に基づいて描かれた。

グレコの功績は画家としてのものに限らず、多数の文献を所持し、所持した図書の中に多くの書き込みをした。具体例として、ジョルジュ・ヴァザーリによる第二版『美術家列伝』やダニエレ・バルバロの編集したウィトルウィウスの『建築十書 (De Architectura) 』を所持していた。知識の活用という点では、『博物誌』に基づいて《燃え木を吹く少年》に見られるエクフラシスが描かれていることからも分かる。

## 家族

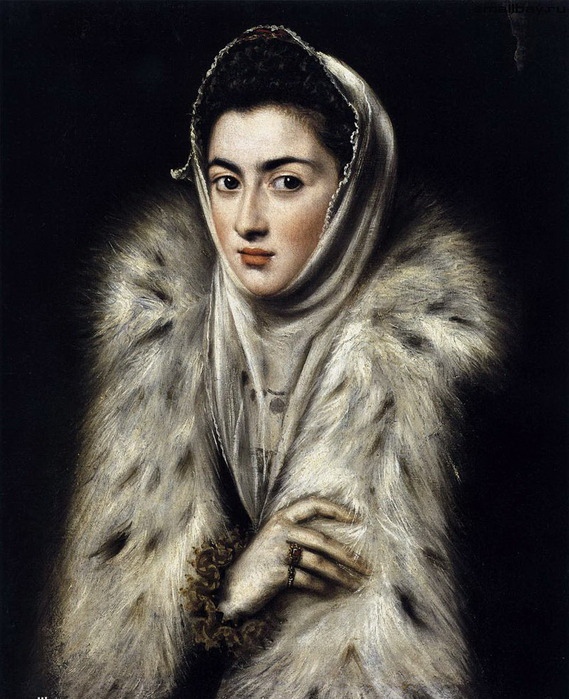
グレコの愛人ヘロニマ・デ・ラス・クエバスと言われる肖像画(1570年代後半)。

生地カンディアでの家族で判明しているのは、官吏である父のヨルギと10歳年上であるマヌーソスという兄がいたことである。グレコの家庭は正規のカトリックではなく、家族はヴェネツィアの協力者として働いていたと考えられている。

### 愛人、非嫡出子
1578年、グレコはトレドの職人家庭の出身であるヘロニマ・デ・ラス・クエバス(Jerónima de las Cuevas)という女性との間に息子を一人儲けている。この息子は前述のグレコの父と兄の名からホルヘ・マヌエル・テオトコプリ(Jorge Manuel Theotocópuli)と名付けられ、父と同様に画家を目指したようであるが、彼の作品は父の形式を真似たものに留まったようである。また、ヘロニマとの関係そのものもうまくはいかなかったと考えられている。グレコはヘロニマとは37年間トレドで同棲した。しかしホルヘ・マヌエルを愛し非嫡出子の汚名をそそごうとしたグレコであったが、ヘロニマとの結婚はなかったことから、1614年まで正妻が生きていた可能性がある。しかし、これに対して明確な答えは未だ示されていない。

### 弟子
スペインへの移動の頃からイタリア人の画家であるフランシスコ・プレボステ(Francisco Preboste)が助手としてついていた。この助手は死ぬまでグレコの助手として働き続けた。また、ルイス・トリスタンは弟子であり、彼の場合宗教画にボデゴンの要素を入れていた。

## 評価と研究史

### 生前
スペインでグレコを支えたのは、グレコの肖像画に描かれた、少数の知的エリートたちであった。フランシスコ・パチェーコは1611年にグレコのアトリエを訪れた際、「辛辣な言葉を吐く優れた哲人」と学者的知性を褒める一方、「さまざまな色彩をバラバラのままに残して」「果敢さ・卓越ぶり(valentía)を装った」「荒っぽい下描き風(crueles borrones)の貧しくなるような制作態度」と酷評した。貴族の趣味を反映したマニエリスムは盛期ルネサンスの直後一世を風靡した。しかし背景の知識がいる分難解で一部のエリート層に向けられたものが、カトリックの分脈に合わないとされた。その結果マニエリスムは16世紀以降敬遠され、グレコはマニエリスム共々忘れ去られていった。そして、17世紀は現実感のある自然主義的な描写が好まれるようになった。

### 17世紀
ベラスケスと同時代の宮廷画家であるジュゼッペ・マルティネスは未完の著作『高貴なる絵画芸術実践講義』にて「極めて奇抜な手法(una manera tan extravagante)を持ち込んだ」と述べ、後にグレコの絵画に対する常套句である「奇抜な(extravagante)」を生み出した。また「彼は有名な建築家でもあり、その講義はとても雄弁な物があった」と記し、グレコの建築家、雄弁家としての側面を示した。それはアントニオ・パロミーノによる重要な著作『絵画芸術と視覚規範』の略伝「ドミニコ・グレコ 画家、彫刻家、建築家」に影響を及ぼしたと考えられる。つまり17世紀においてグレコは建築、彫刻にも優れた芸術家であったことが認識されていた。マリーアスはベラスケスが前述のパチェーコの訪問についていった可能性を指摘しているが、彼と弟子のルイス・トリスタン、息子のホルヘ・マヌエル以外の同時代、もしくは17世紀の画家にグレコの影響を見出すことはできない。その後18世紀も奇抜な画家としてのグレコ像は変わらなかった。1819年にプラド美術館が開館するが、当時グレコの作品は一点も所持されていなかった。今日プラドが所蔵する作品の大部分は、ラ・トリニダード美術館から移管されたもので、当時グレコはヴェネツィア派に分類される画家だった。
1808年から1814年にかけてのナポレオンの侵攻を辛くも撃退したものの、スペインでは戦時中にフランス軍によってカトリック教会の財産が略奪され、所持していた多くの絵画がスペイン国外へと流出した。皮肉にもそれはピレネー山脈より北側でのスペイン趣味のブームを引き起こした。

### 再評価運動
グレコが再評価されるようになったのはパブロ・ピカソの若き活躍の時代であり、ムダルニズマの時代に該当する。グレコの作品はアカデミズムに対する反体制的勢力から、極めて前衛的な物として祭り上げられた。原因は1898年に米西戦争が勃発しスペインが敗北したことである。この結果今までアカデミズムとして組み立てられたスペインの栄光が去ったものとされ、スペインの栄光を再発見する必要に駆られた。そこでグレコはギリシア人であるがカトリックへの信心があると考えられ、ある種のステレオタイプが作られた。その結果彼の画風は狂気の沙汰という理由や乱視説が謳われるようになった。これらの誤った学説は1960年代以降の新発見で撤回された。その後19世紀末にバルセロナにてムダルニズマの画家であるサンティアゴ・ルシニョールとイグナシオ・スロアガの二人を中心に、パブロ・ピカソらによってグレコの評価は復権の機会を得る。特にピカソは若年期の作品群である「青の時代」や、彼が残した素描のメモなどにその影響が強くみられることが指摘されている。またポール・セザンヌは表現主義の画家であるフランツ・マルクによってその類似性が指摘されているなど、随所でその影響が見られる。20世紀前半には西洋美術の研究において無視されてきたマニエリスムに光が当たるようになり、グレコの復権にも繋がった。1960年代から1981年にかけてエル・グレコが自筆の注釈を施した書物が多く見つかっている。1983年にギリシアのシロス島から《聖母の眠り》がフルネームで署名されたイコンとして発見され、結果グレコの画業のルーツが証明された。2000年にはグレコがファルネーゼ家に突然の解雇に対する誓願が記された手紙が発表された。

### 日本におけるグレコ
日本においては1584年に天正遣欧少年使節がグレコがトレドで活動している時期と同じくして来訪しており、作品を見ている可能性が指摘されている。《受胎告知》が大原孫三郎と児島虎次郎の手によって購入され、大原美術館に常設展示されている。他に、国立西洋美術館にグレコ作「十字架のキリスト」が所蔵されており、日本にあるグレコ作品はこの2点のみである。また、第二次世界大戦中特命全権公使としてスペインに赴任してスペイン美術を収集した須磨弥吉郎はグレコを高く評価し、そのコレクションは後に長崎県美術館に寄贈され展示されている（ただし、須磨コレクションにグレコ作品はない）。

## 代表作

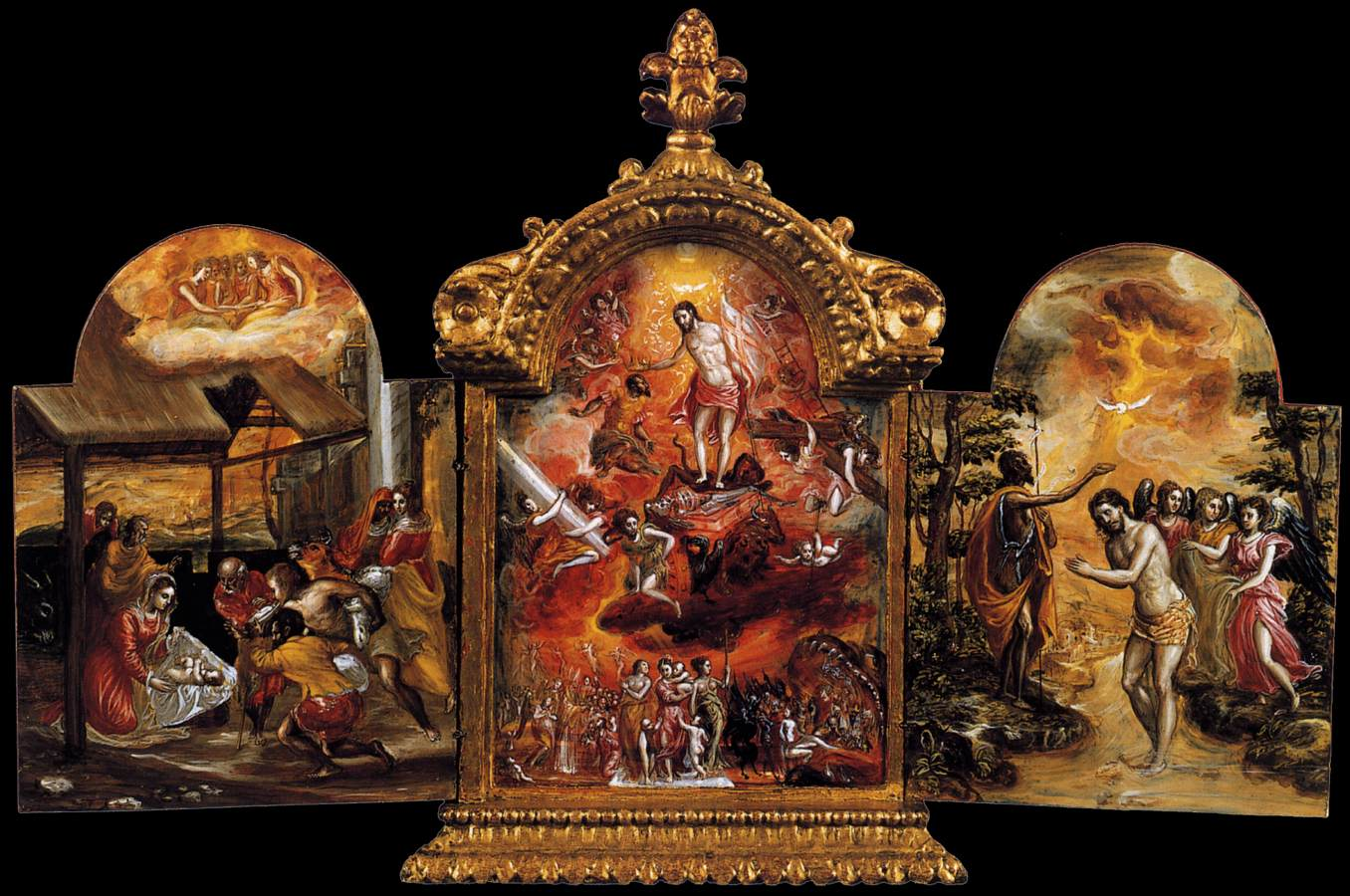
《モデナの三連祭壇画》 1567-1568年 エステンセ美術館（英語版）所蔵 (モデナ)
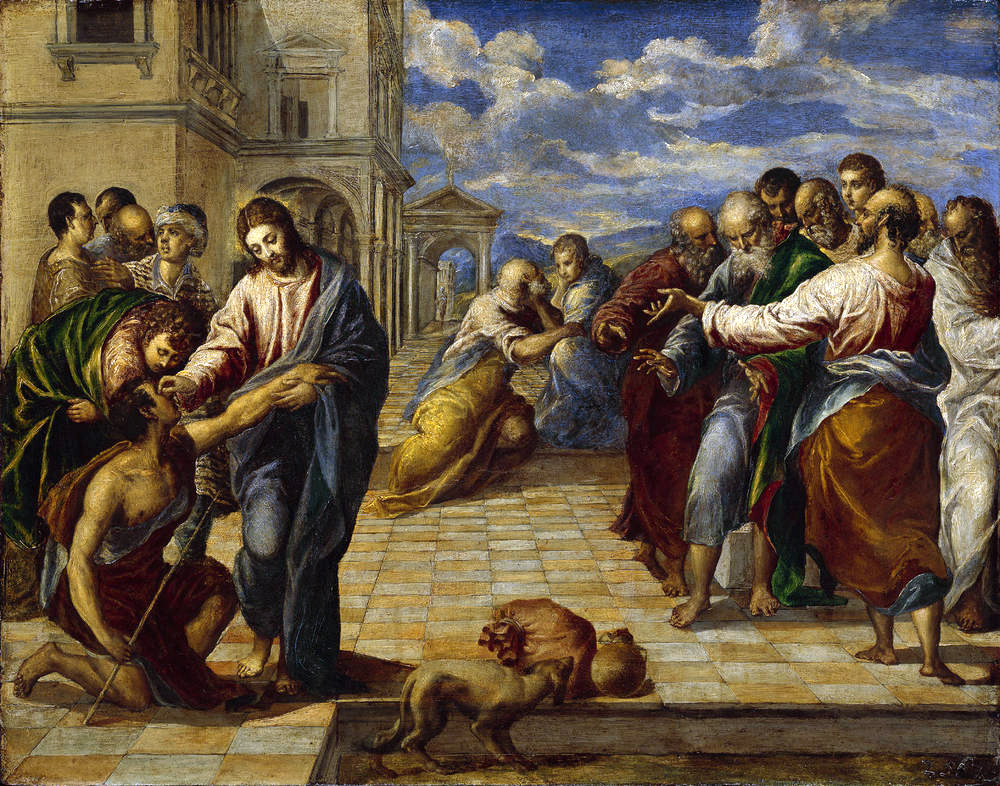
《盲人の治癒》 1570年代 アルテ・マイスター絵画館所蔵 (ドレスデン)
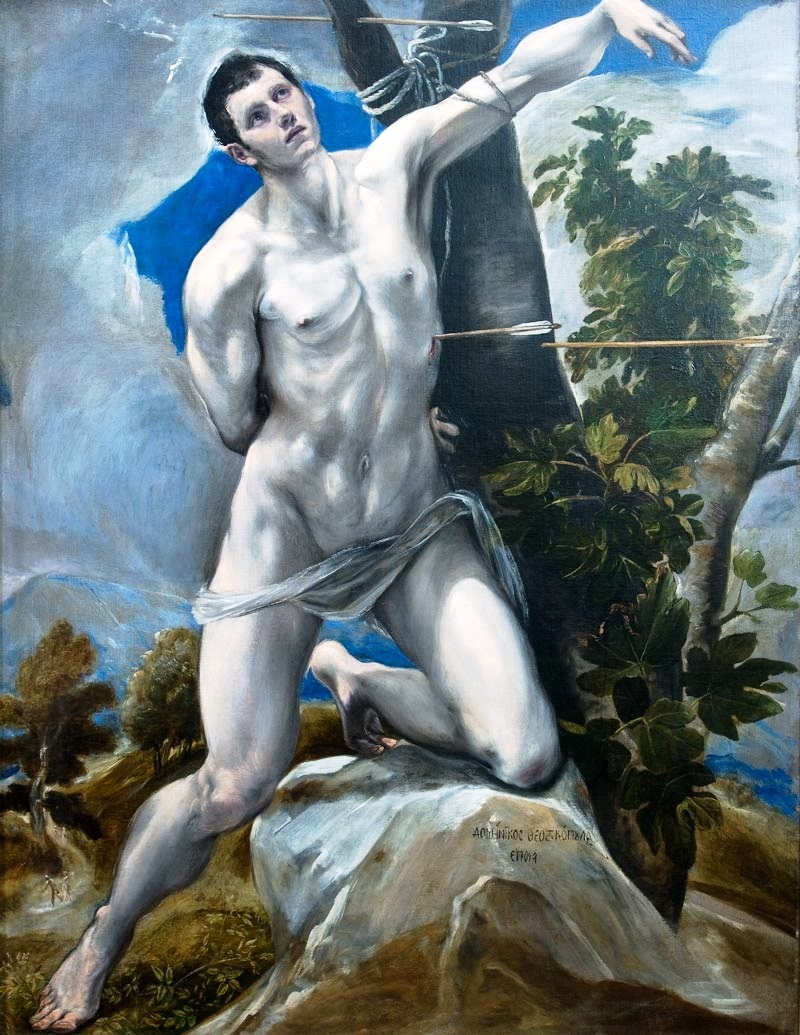
《聖セバスティアヌス》 1576-1579年
パレンシア大聖堂（英語版）所蔵
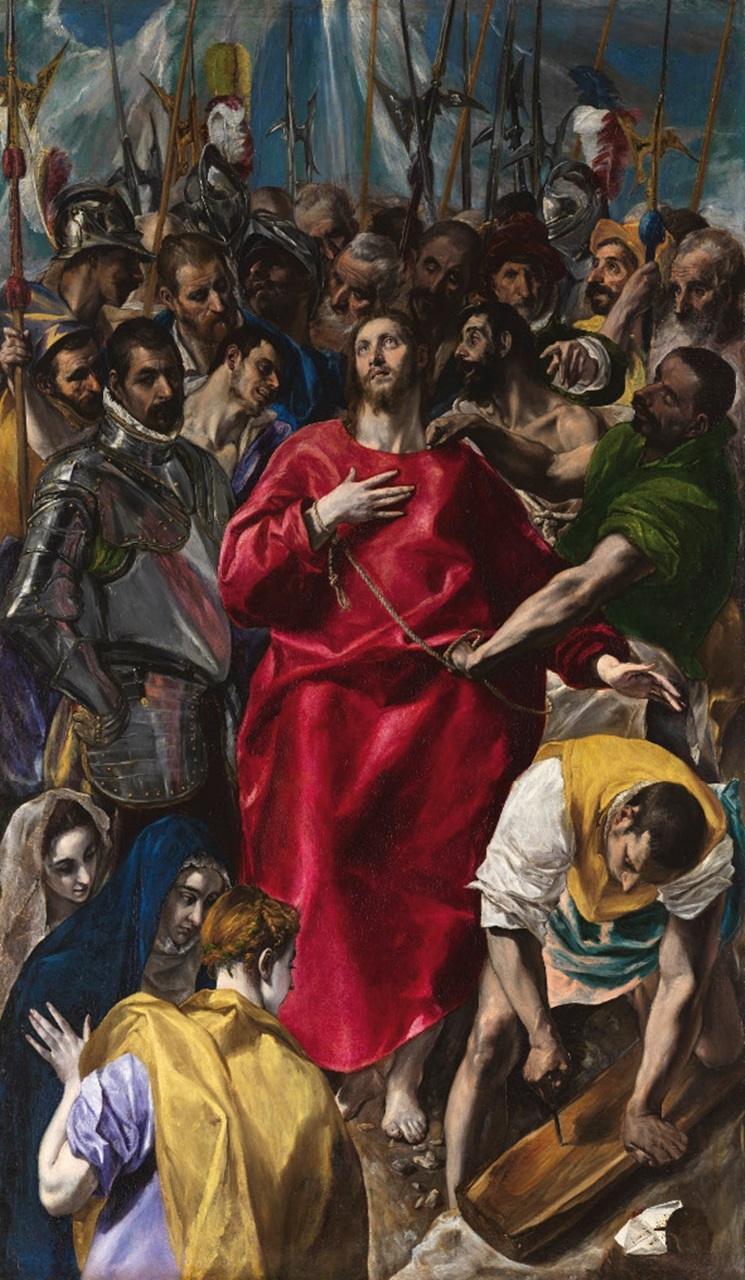
《聖衣剥奪》 1577-1579年 トレド大聖堂所蔵
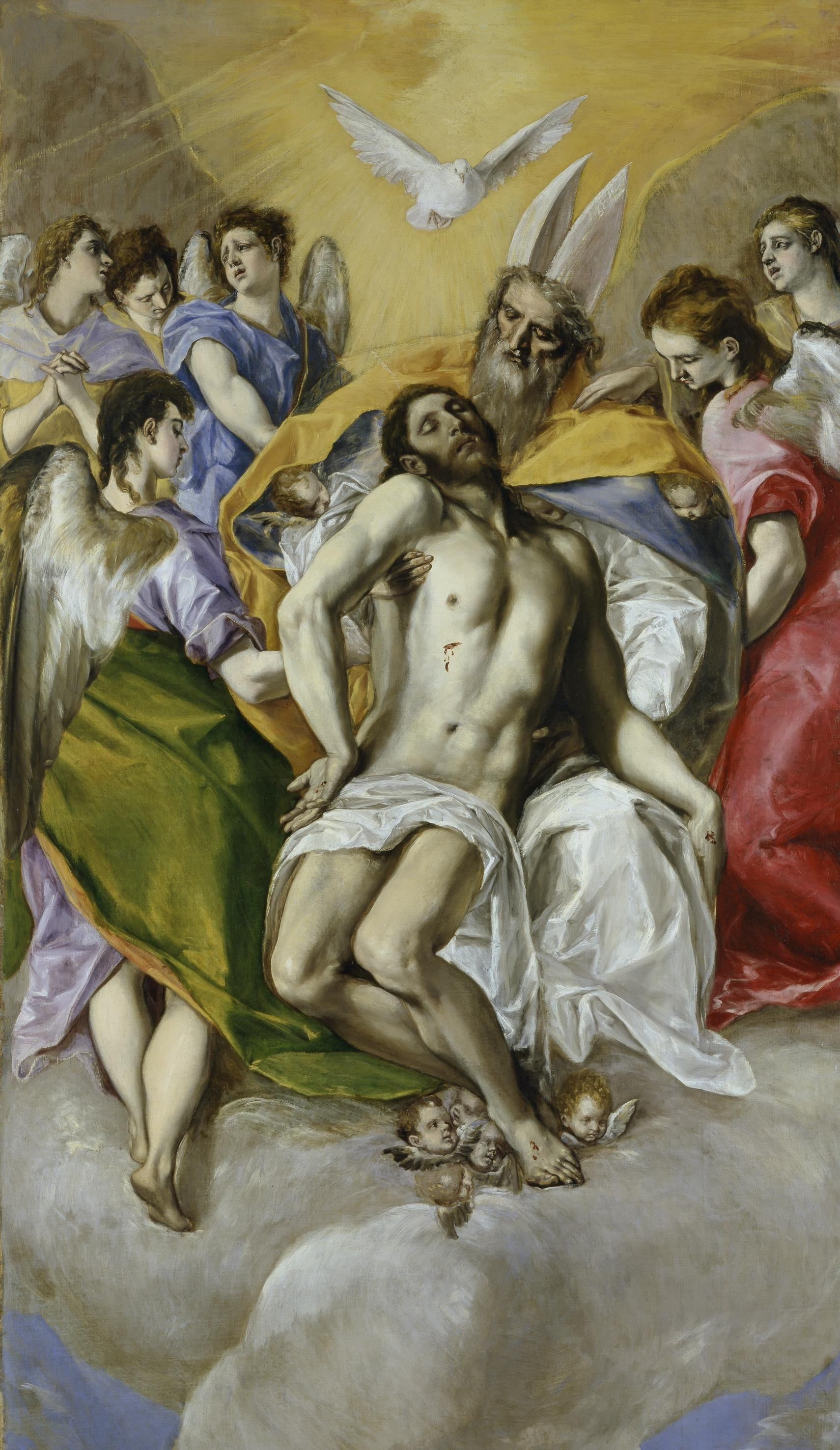
《聖三位一体》 1577年 プラド美術館所蔵
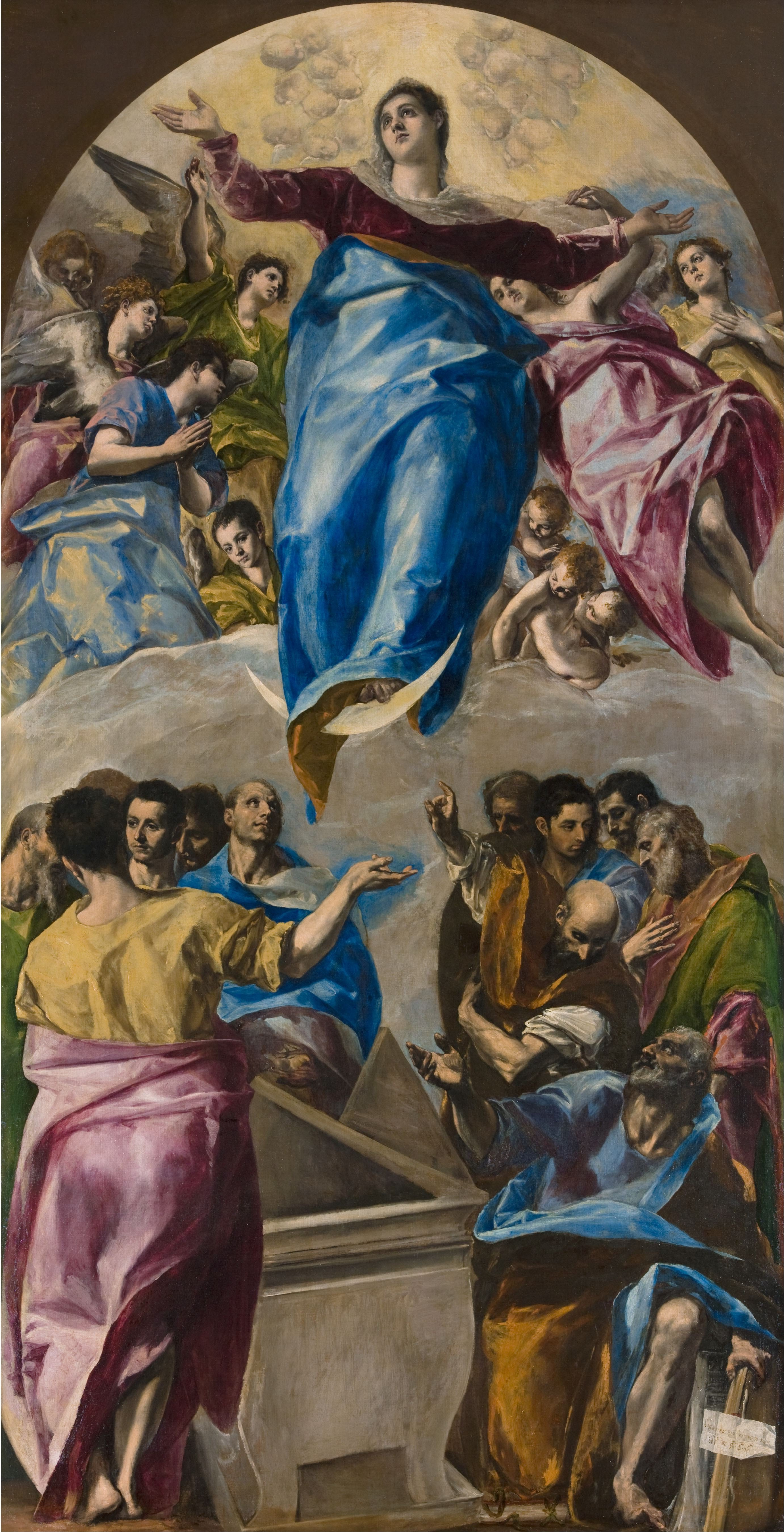
《聖母被昇天》 1577年 シカゴ美術館所蔵
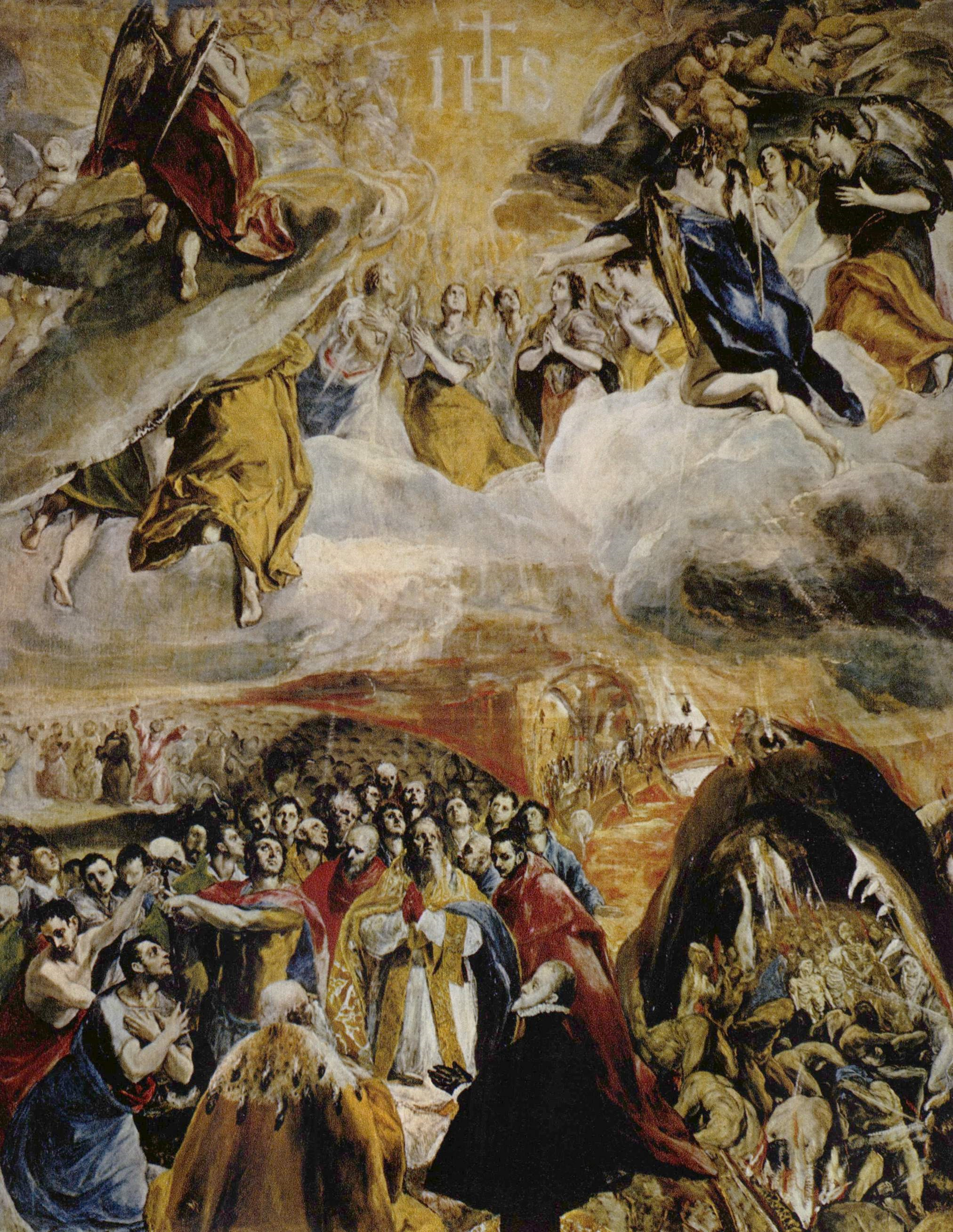
《イエスの御名の礼拝》 1577 - 1579年 エル・エスコリアル修道院所蔵
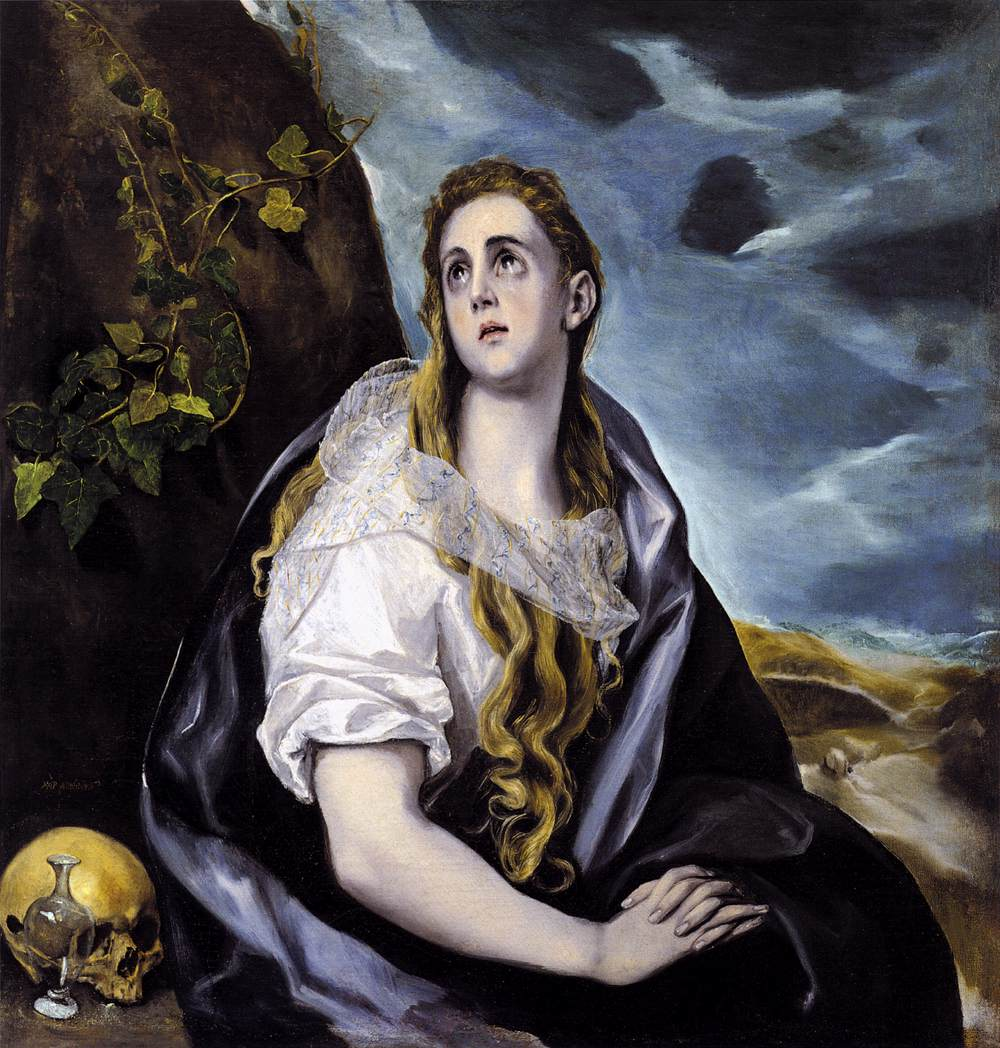
《悔悛するマグダラのマリア》 1577-1580年
ウースター美術館（英語版）所蔵
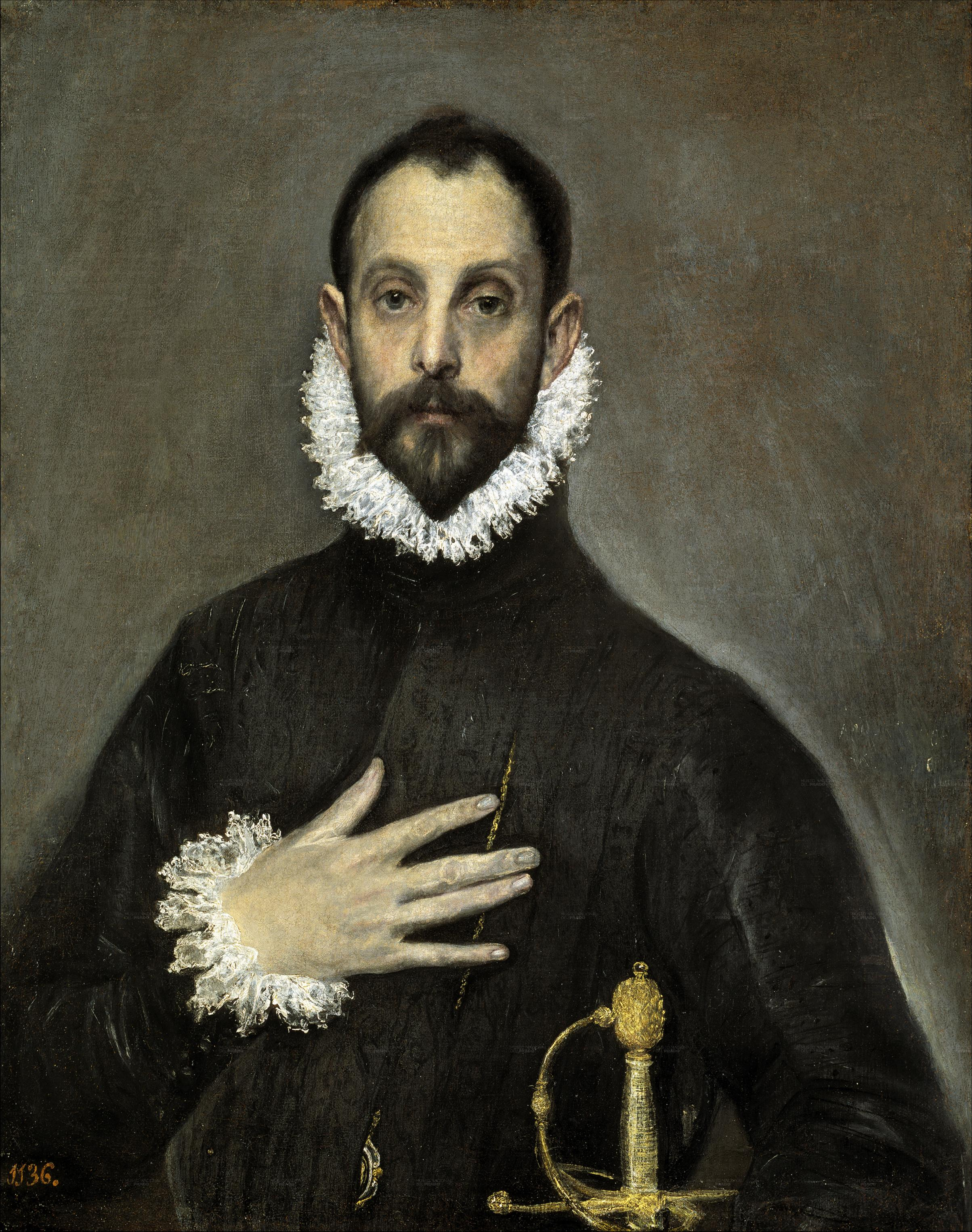
《胸に手を置く騎士》 1580年頃 プラド美術館所蔵
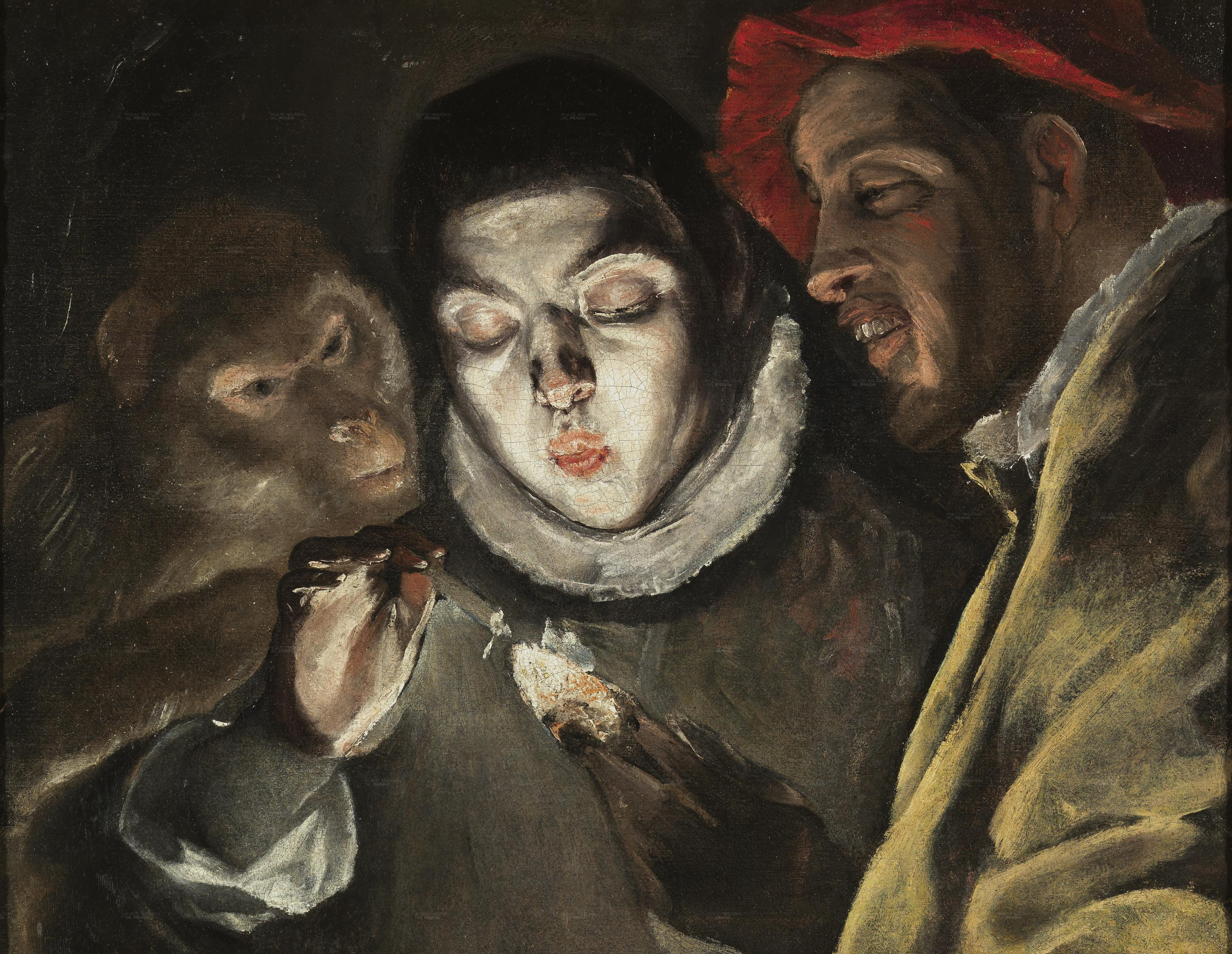
《寓話》 1580年頃 プラド美術館所蔵
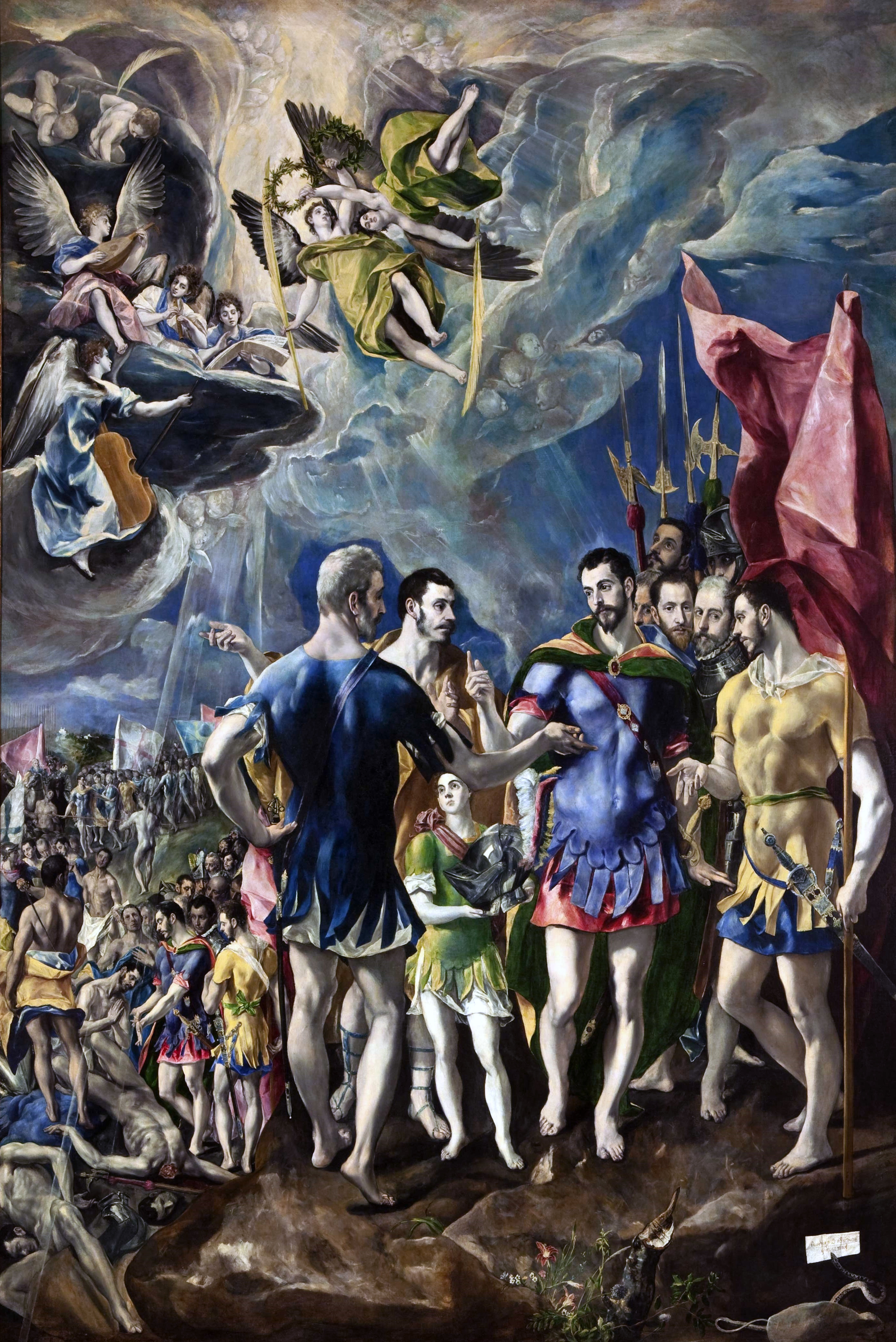
《聖マウリティウスの殉教》 1580-1582年 エル・エスコリアル修道院所蔵
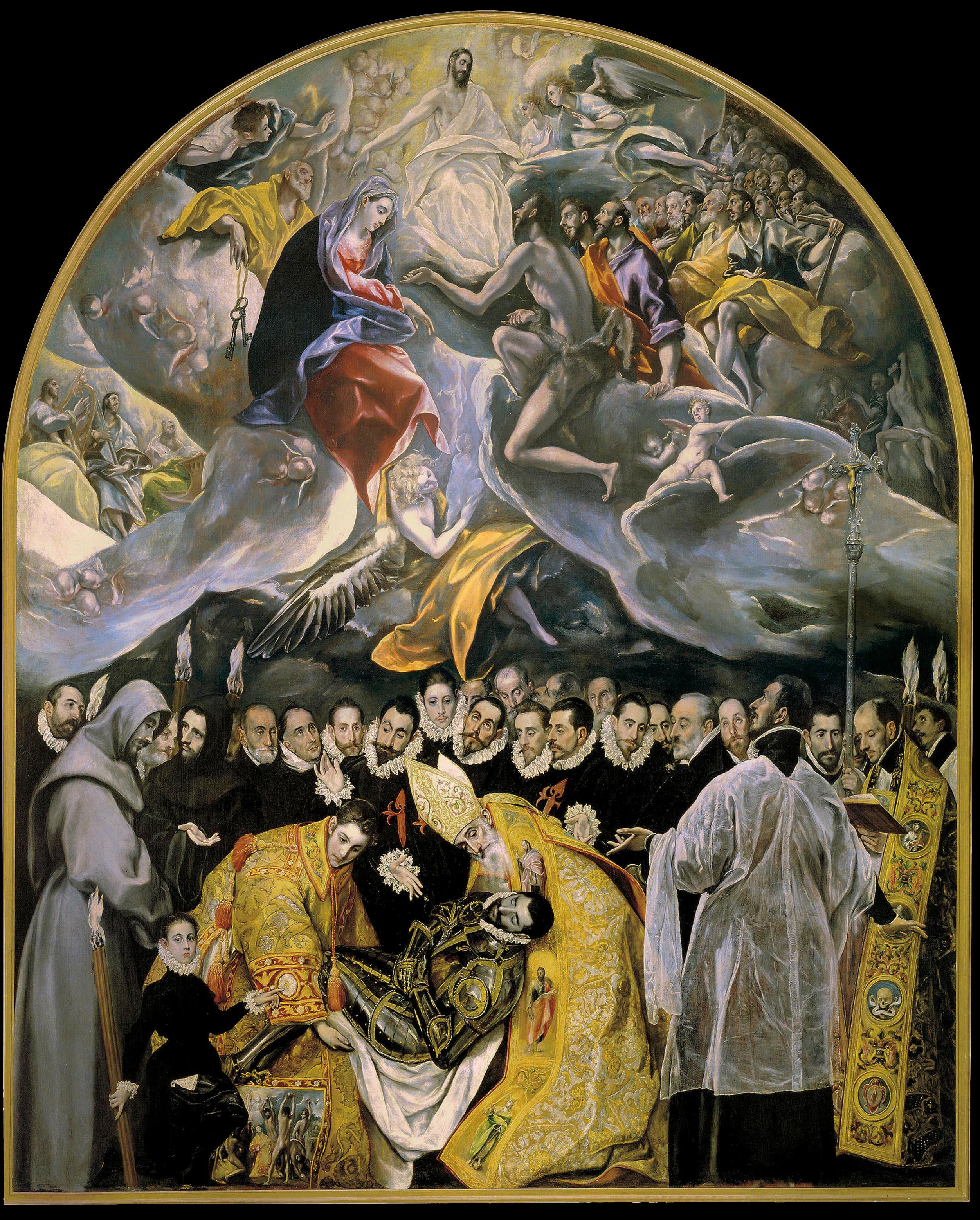
《オルガス伯の埋葬》 1586 - 1588年 サント・トメ教会（英語版）所蔵 (トレド)
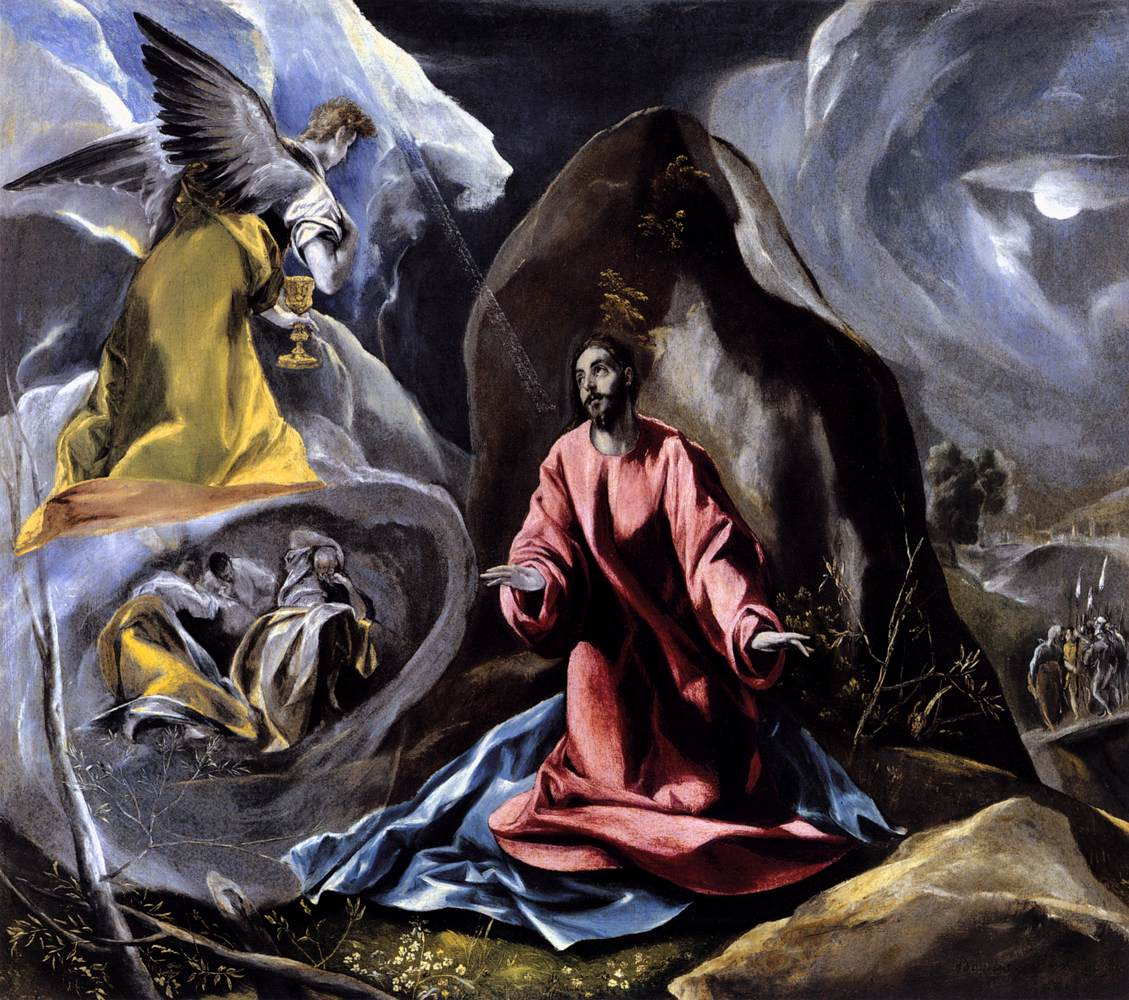
《ゲッセマネの祈り》 1590-1595年 トレド美術館所蔵 (トレド (オハイオ州))
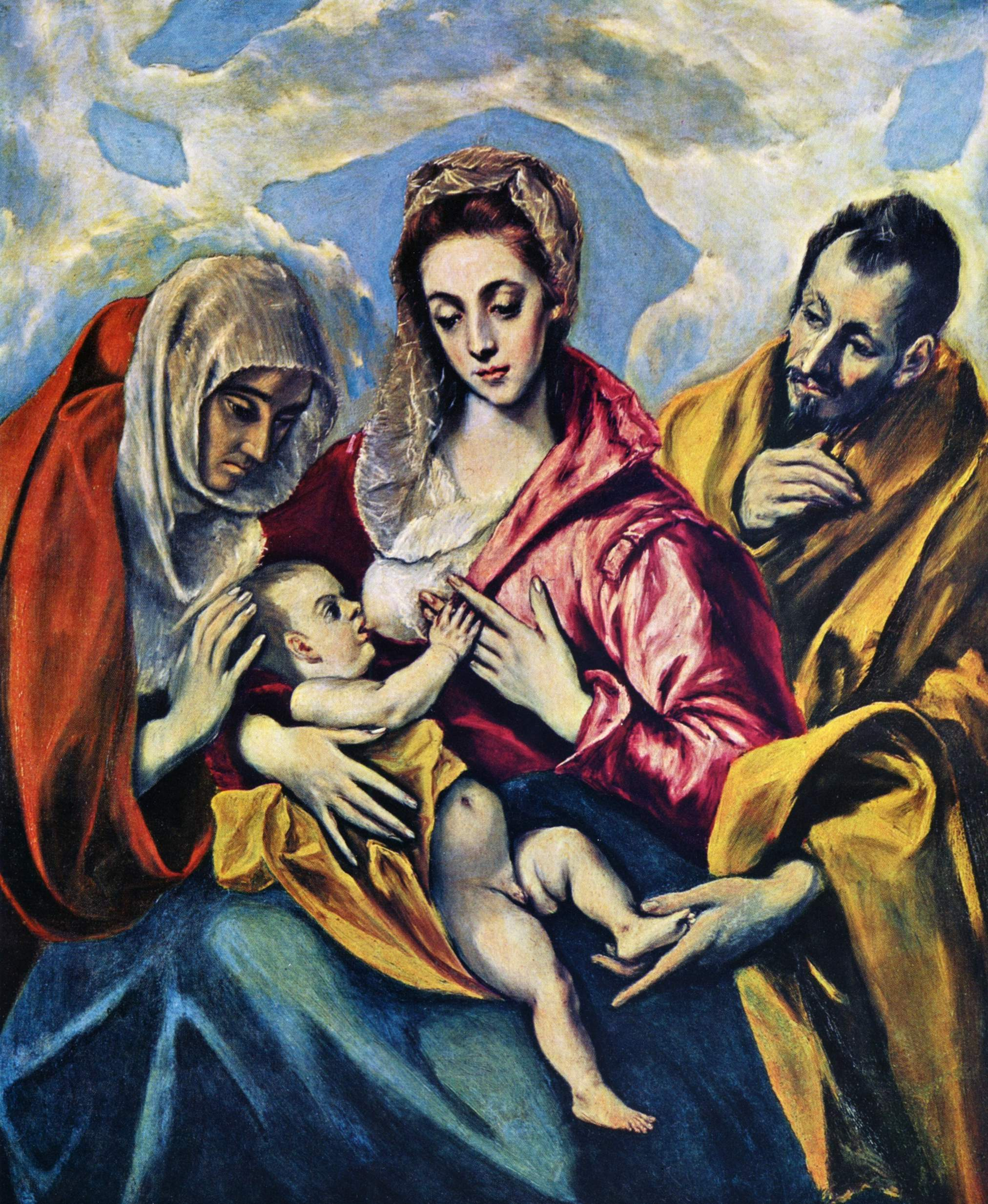
《聖家族》 1590-1596年 タベーラ施療院所蔵 (トレド)
《受胎告知》 1596-1600年頃 プラド美術館所蔵
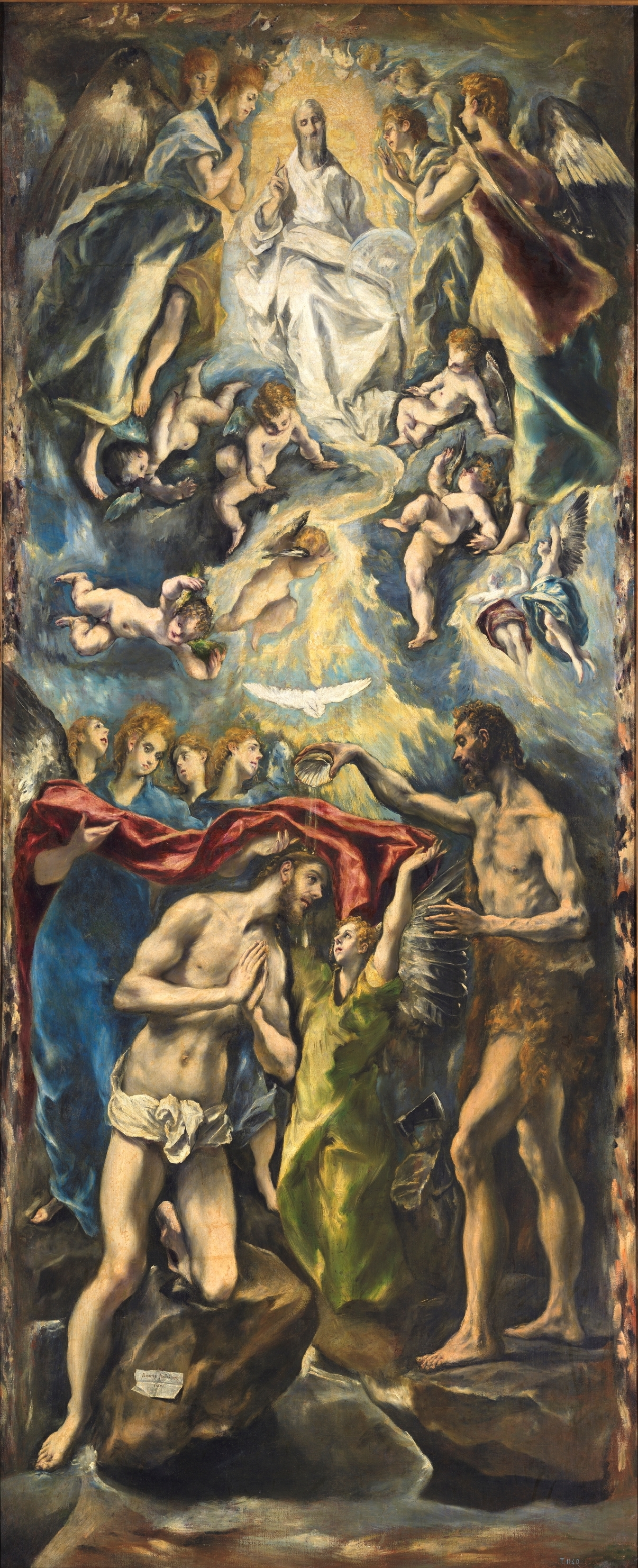
《キリストの洗礼》 1596-1600年 プラド美術館所蔵
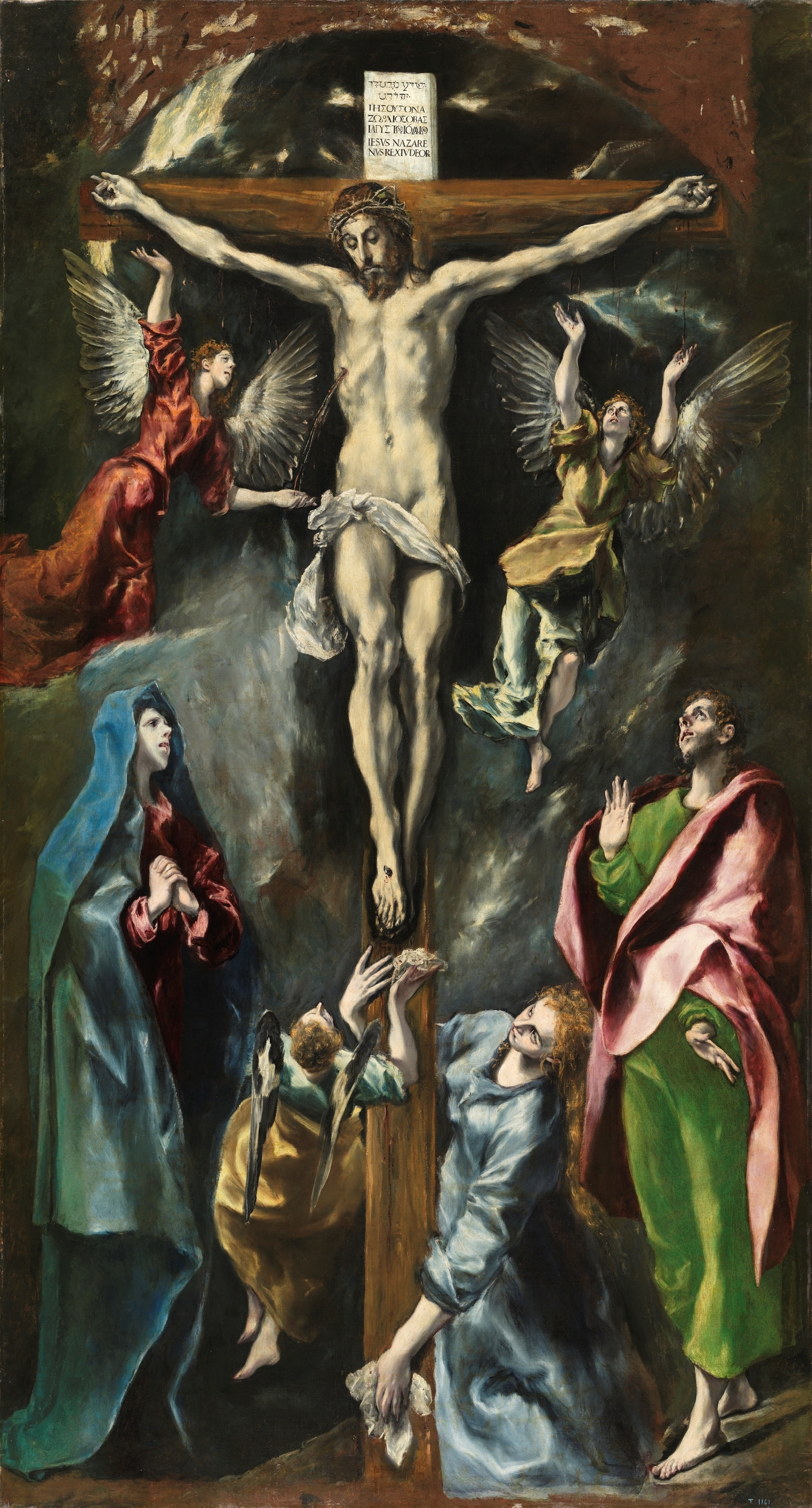
《キリストの磔刑》 1596-1600年 プラド美術館所蔵
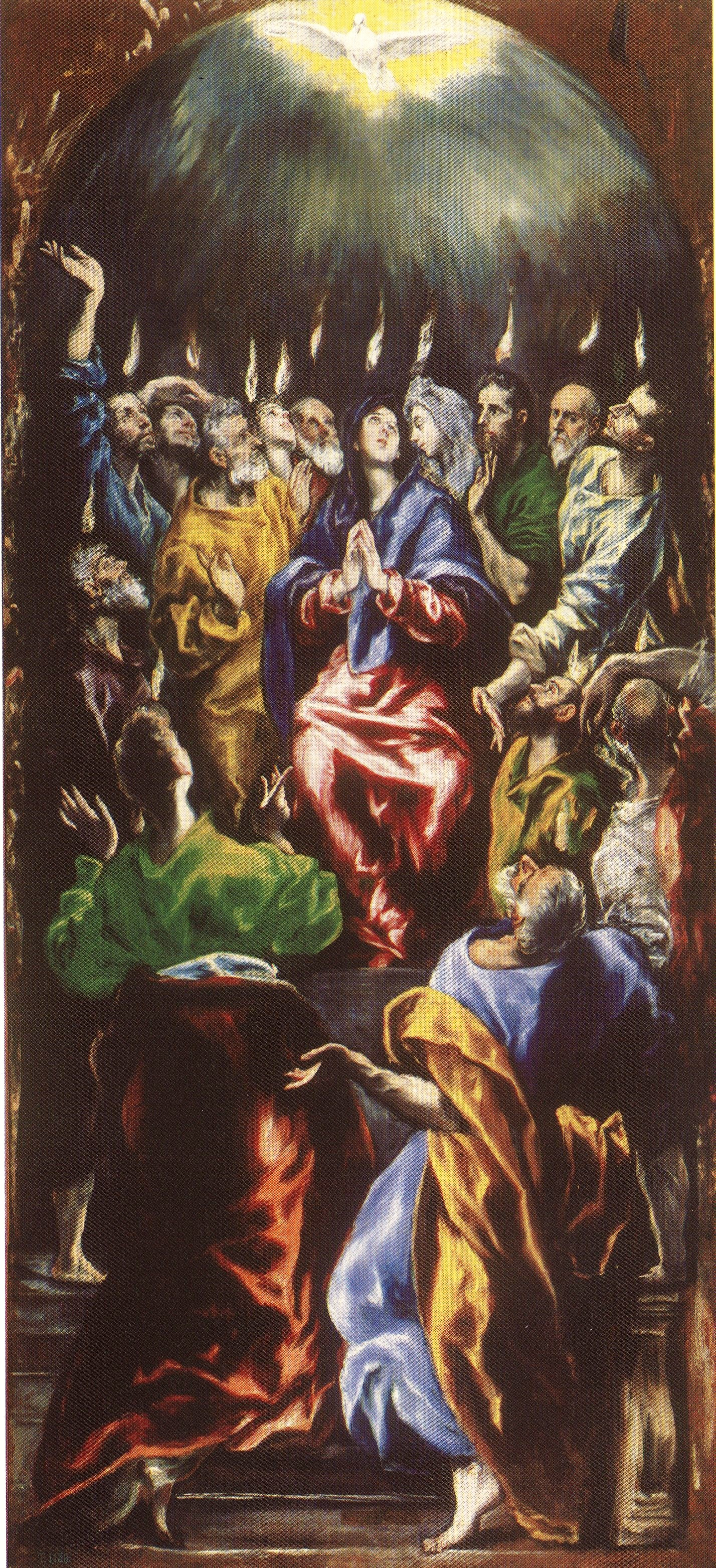
《聖霊降臨》 1596-1600年 プラド美術館所蔵
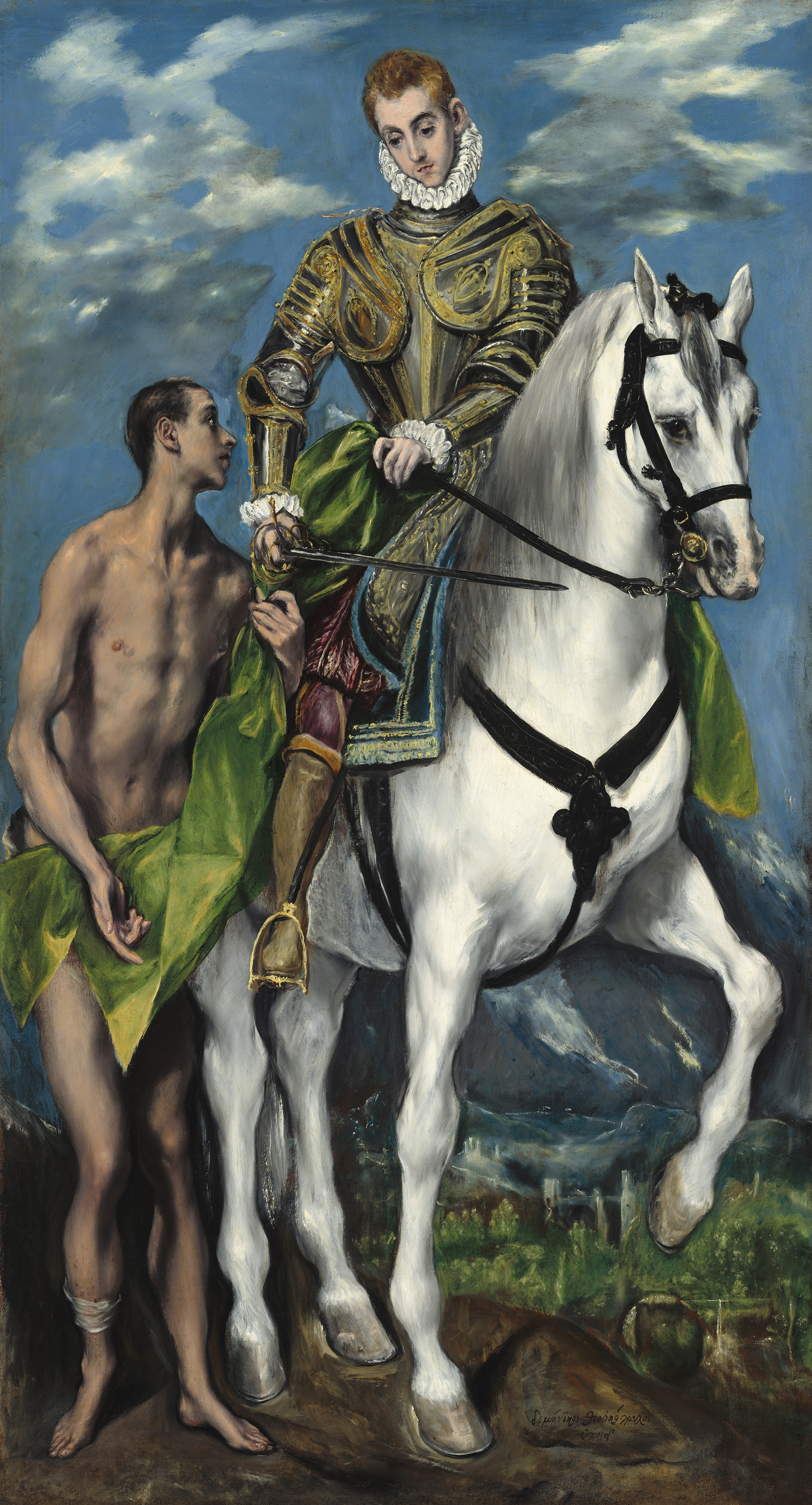
《聖マルティヌスと乞食》 1597-1599年 ナショナル・ギャラリー (ワシントン) 所蔵
《聖母子と聖アグネスと聖マルティナ》 1597-1599年 ナショナル・ギャラリー (ワシントン) 所蔵
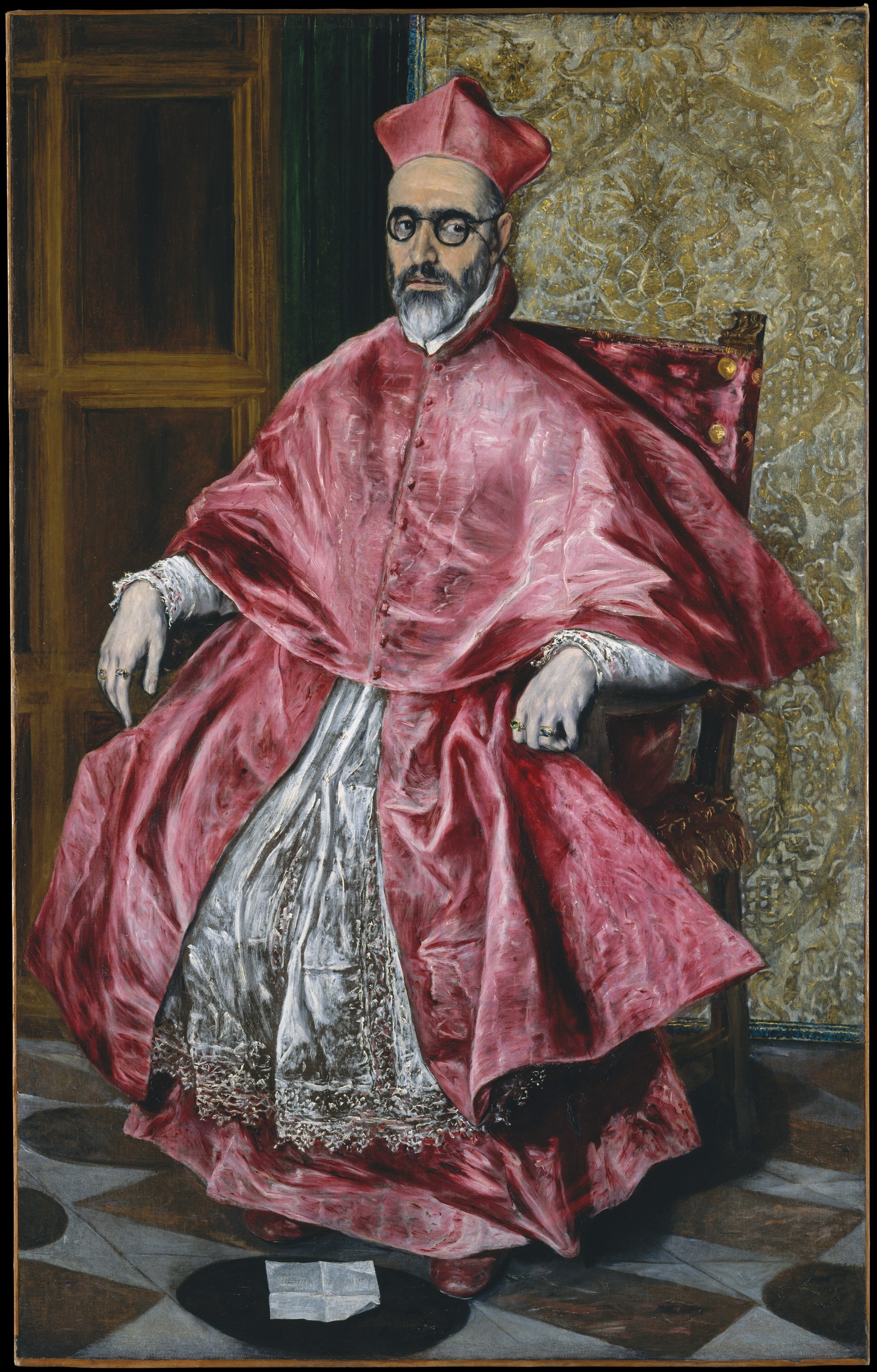
《枢機卿フェルナンド・ニーニョ・デ・ゲバラの肖像》 1600年頃 メトロポリタン美術館所蔵
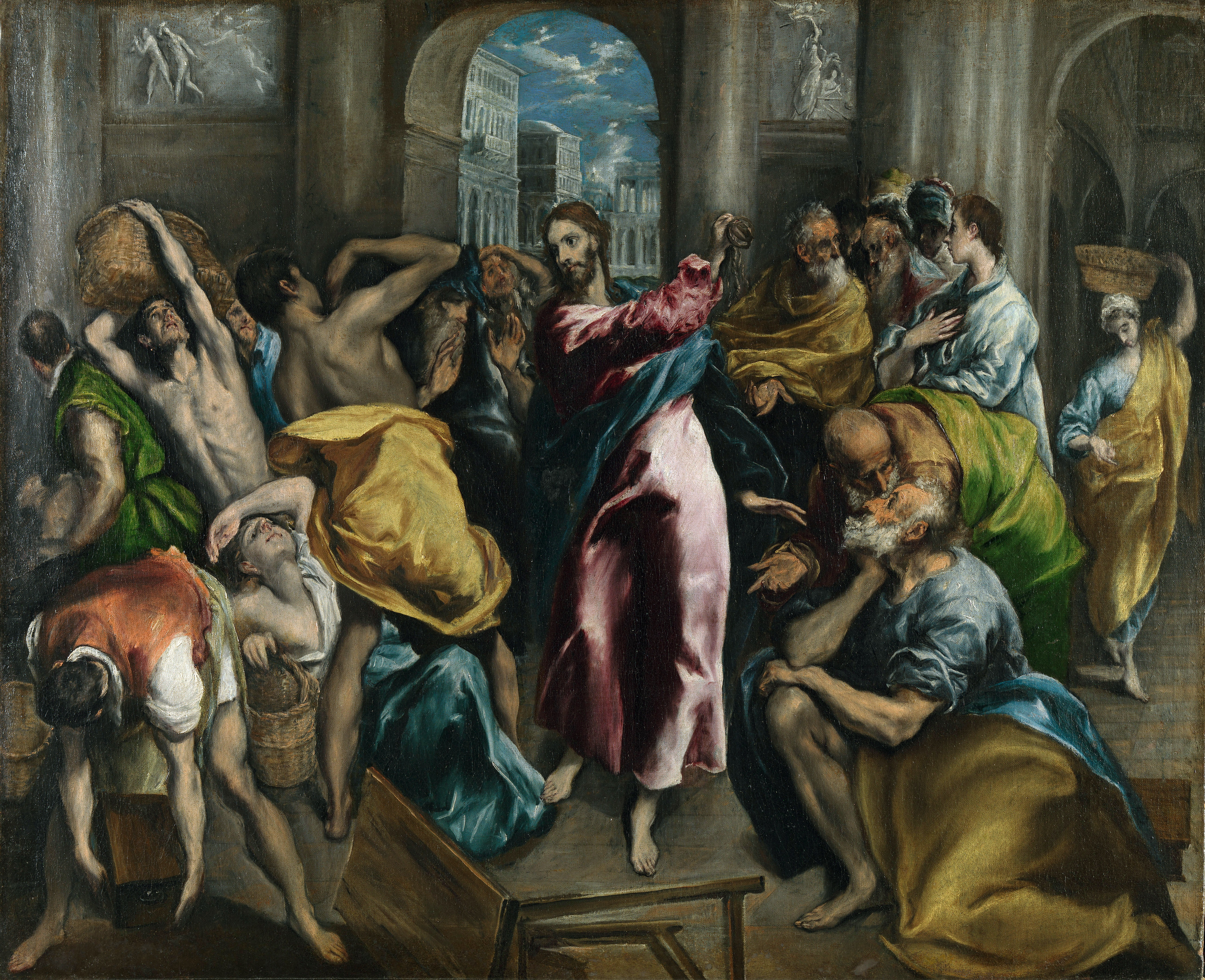
《神殿を浄めるキリスト》 1600年頃 ナショナル・ギャラリー (ロンドン) 所蔵
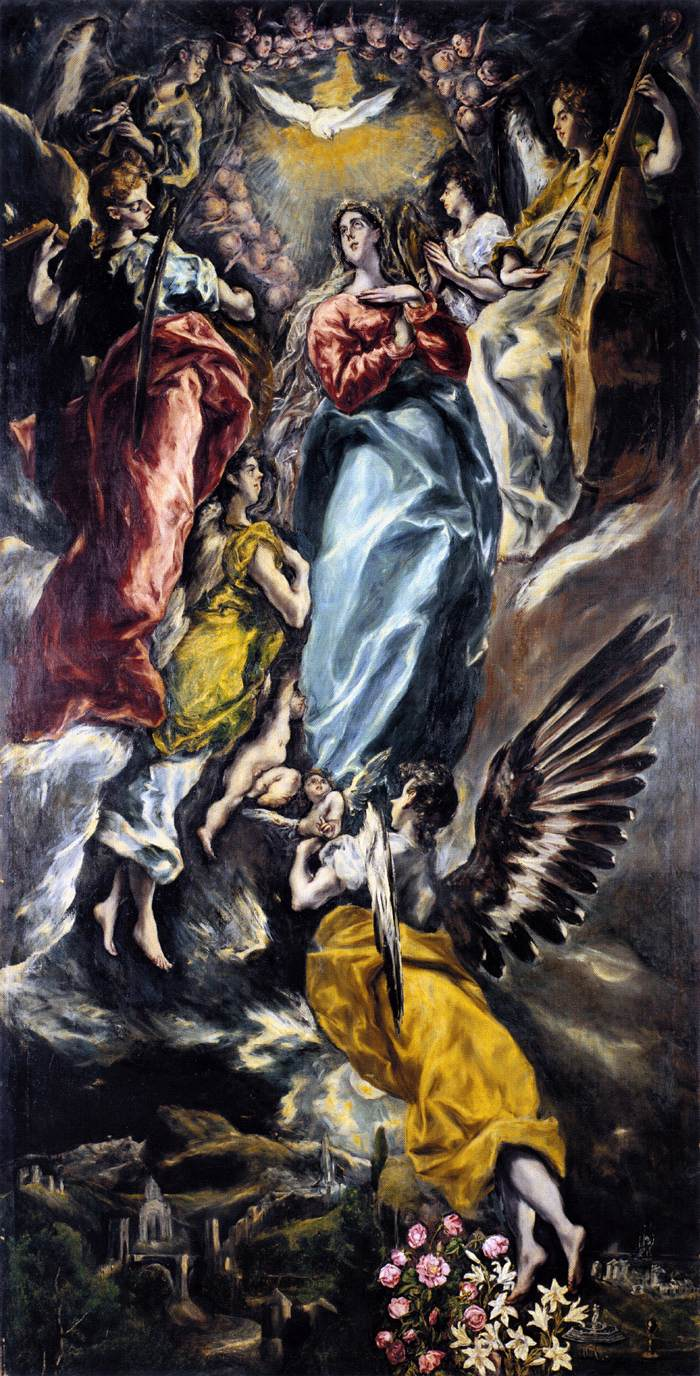
《無原罪のお宿り》 1608-1613年 サンタ・クルス美術館（英語版）所蔵 (トレド)
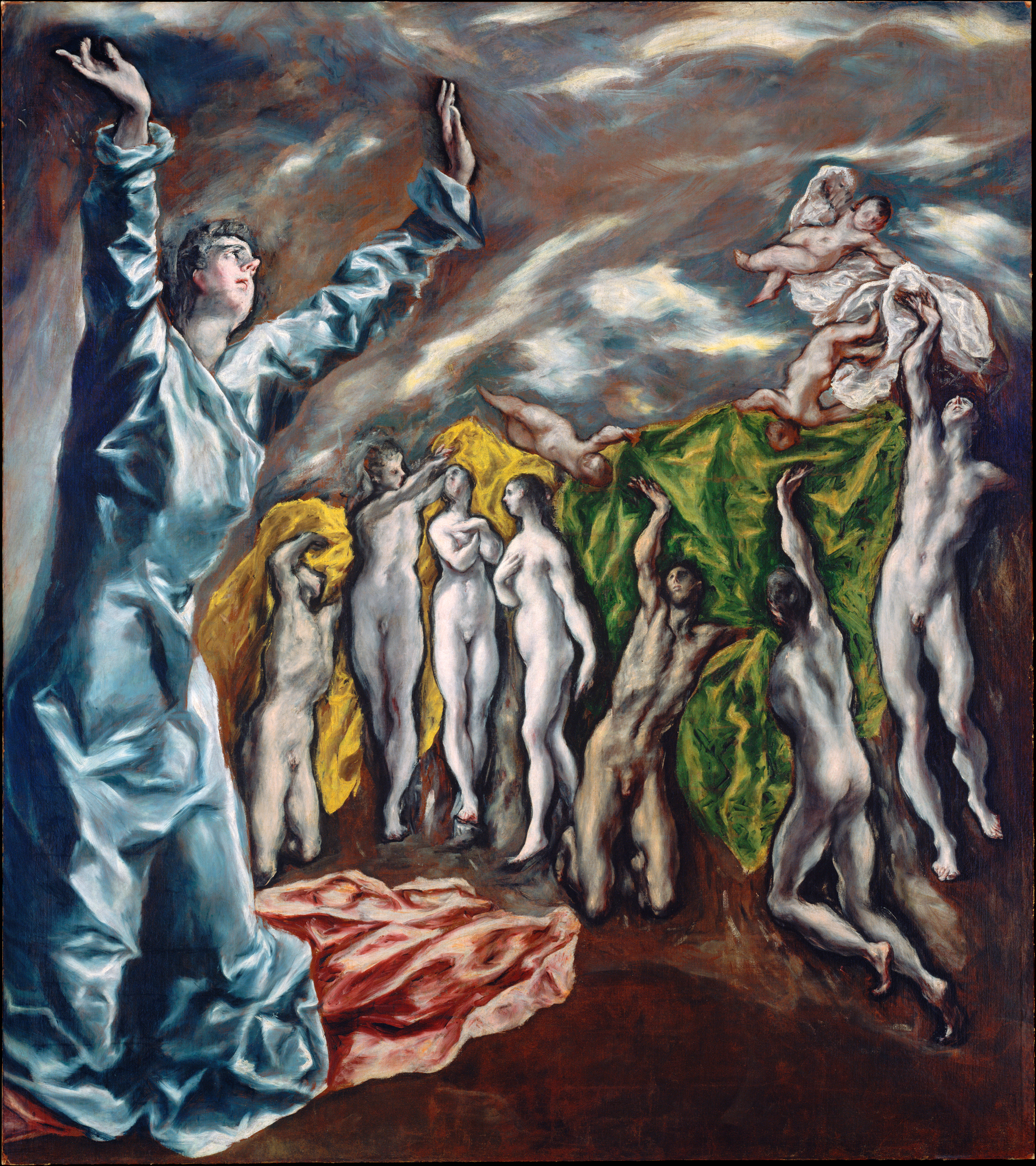
《黙示録第5の封印》 1608-1614年 メトロポリタン美術館所蔵
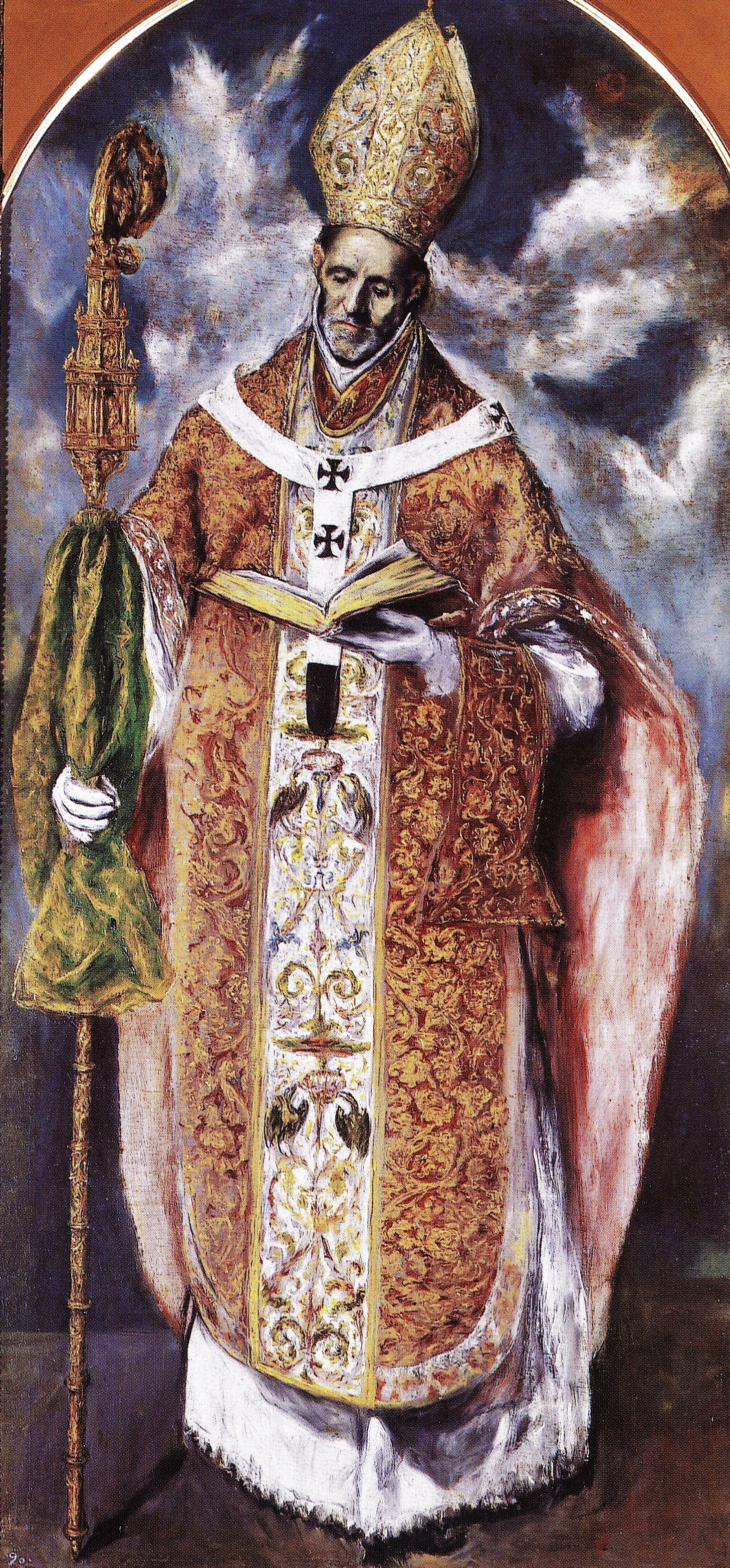
《イルデフォンソ》 1610-1613年 エル・エスコリアル修道院所蔵
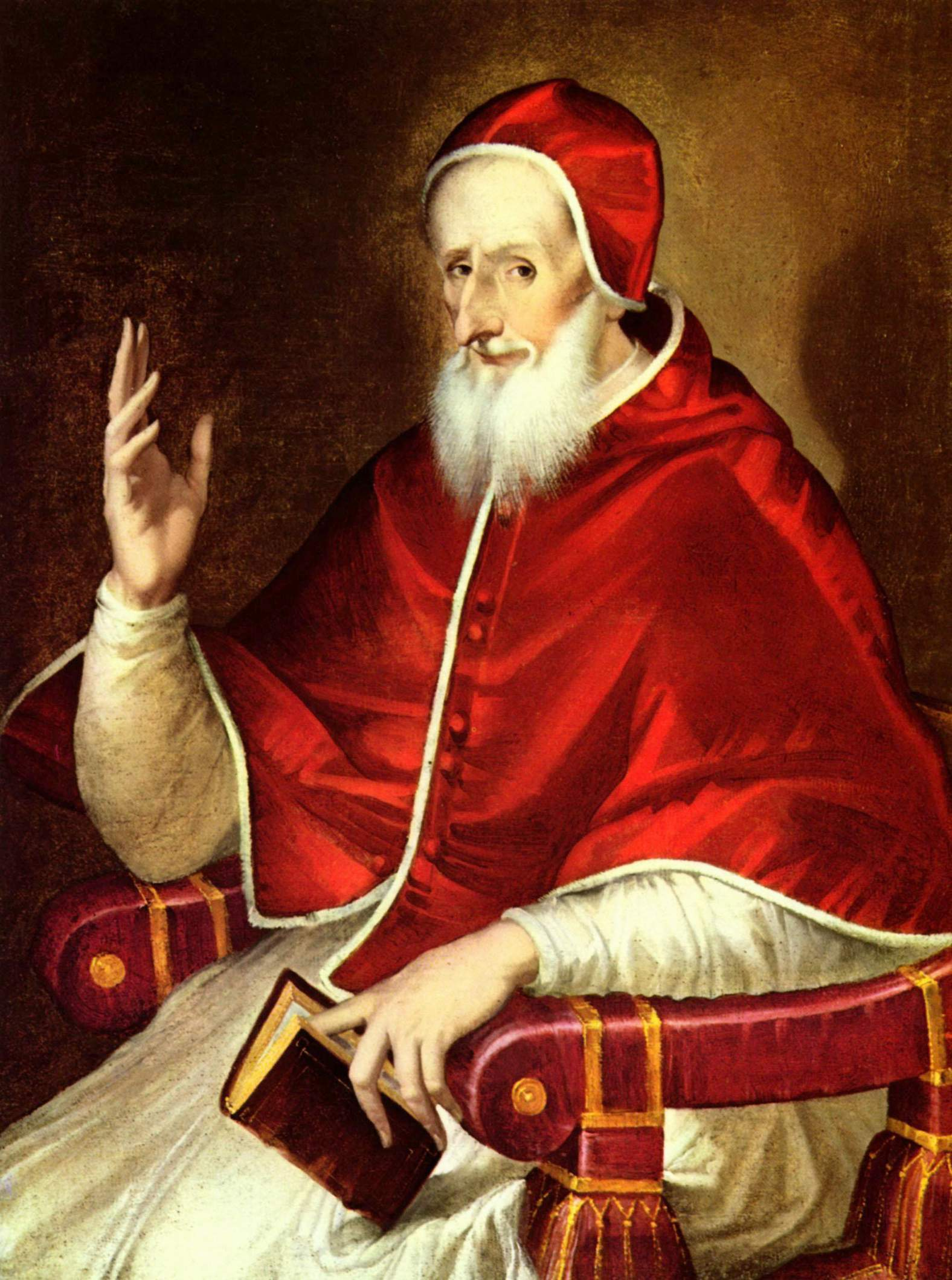
《ピウス5世の肖像》 1600-1610年 個人所蔵
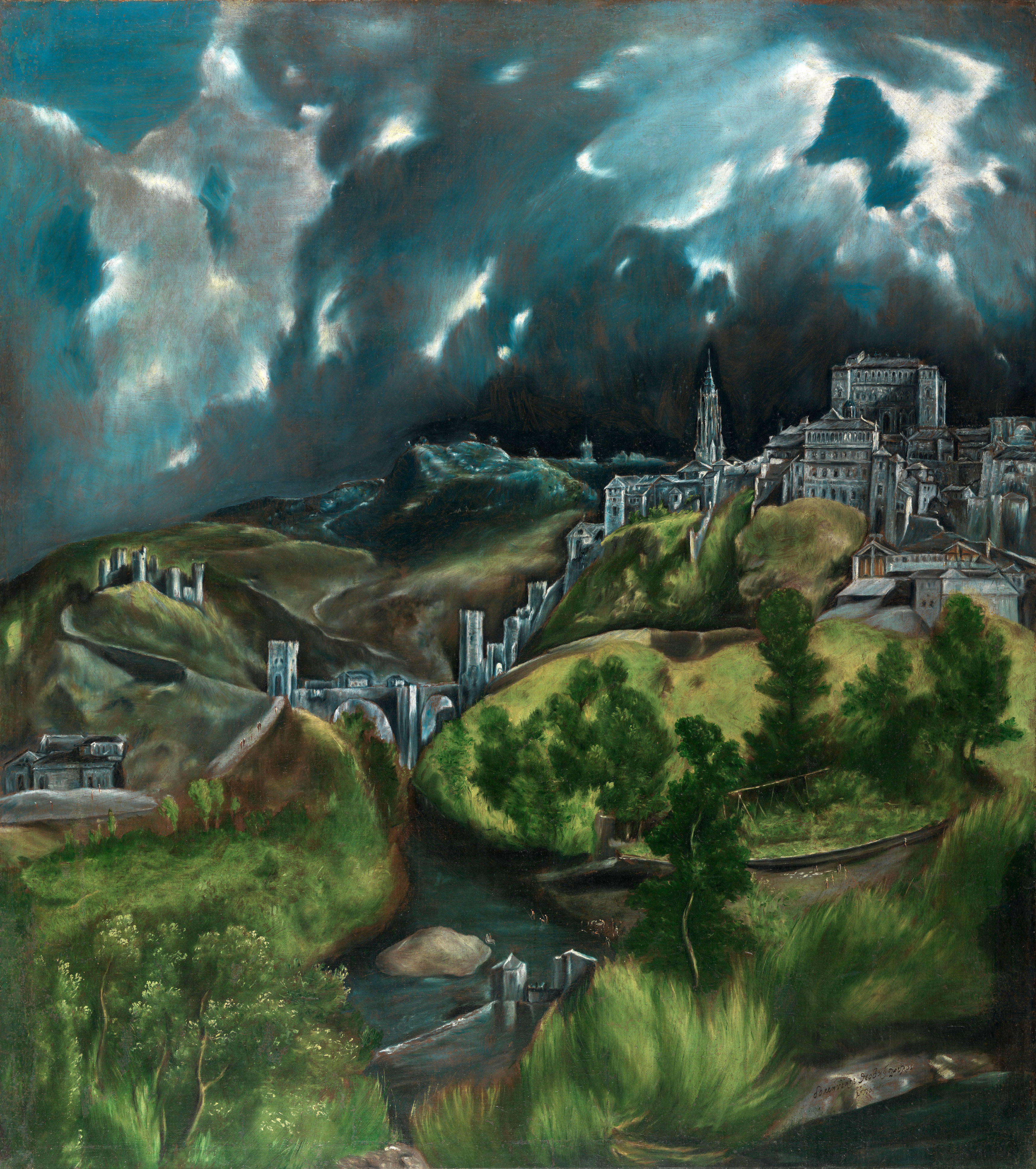
《トレド風景》597-1599年頃 メトロポリタン美術館所蔵
《ラオコーン》 1610-1614年 ナショナル・ギャラリー (ワシントン) 所蔵
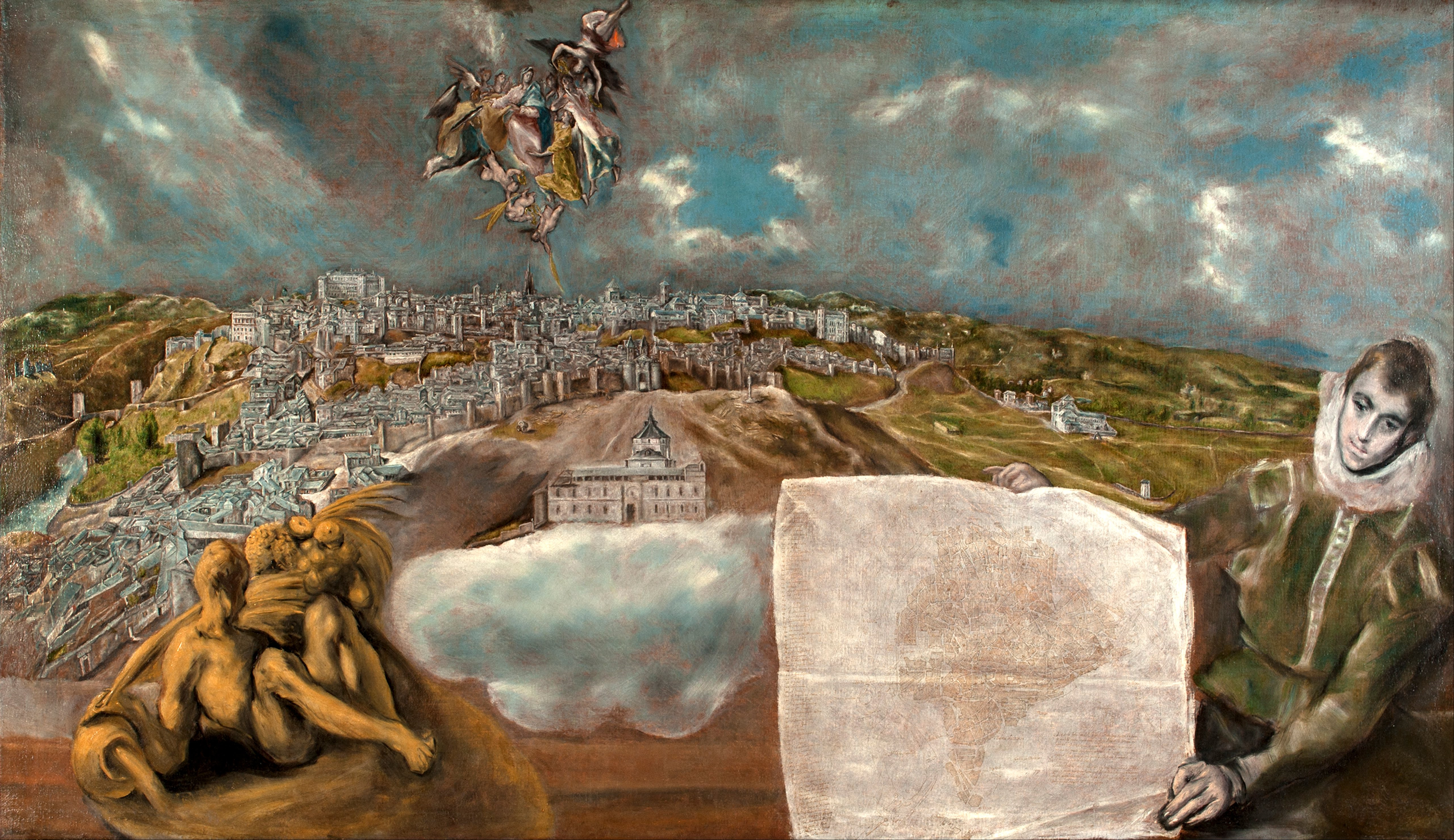
《トレドの景観と地図》 1610-1614年 エル・グレコ美術館（英語版）所蔵 (トレド)
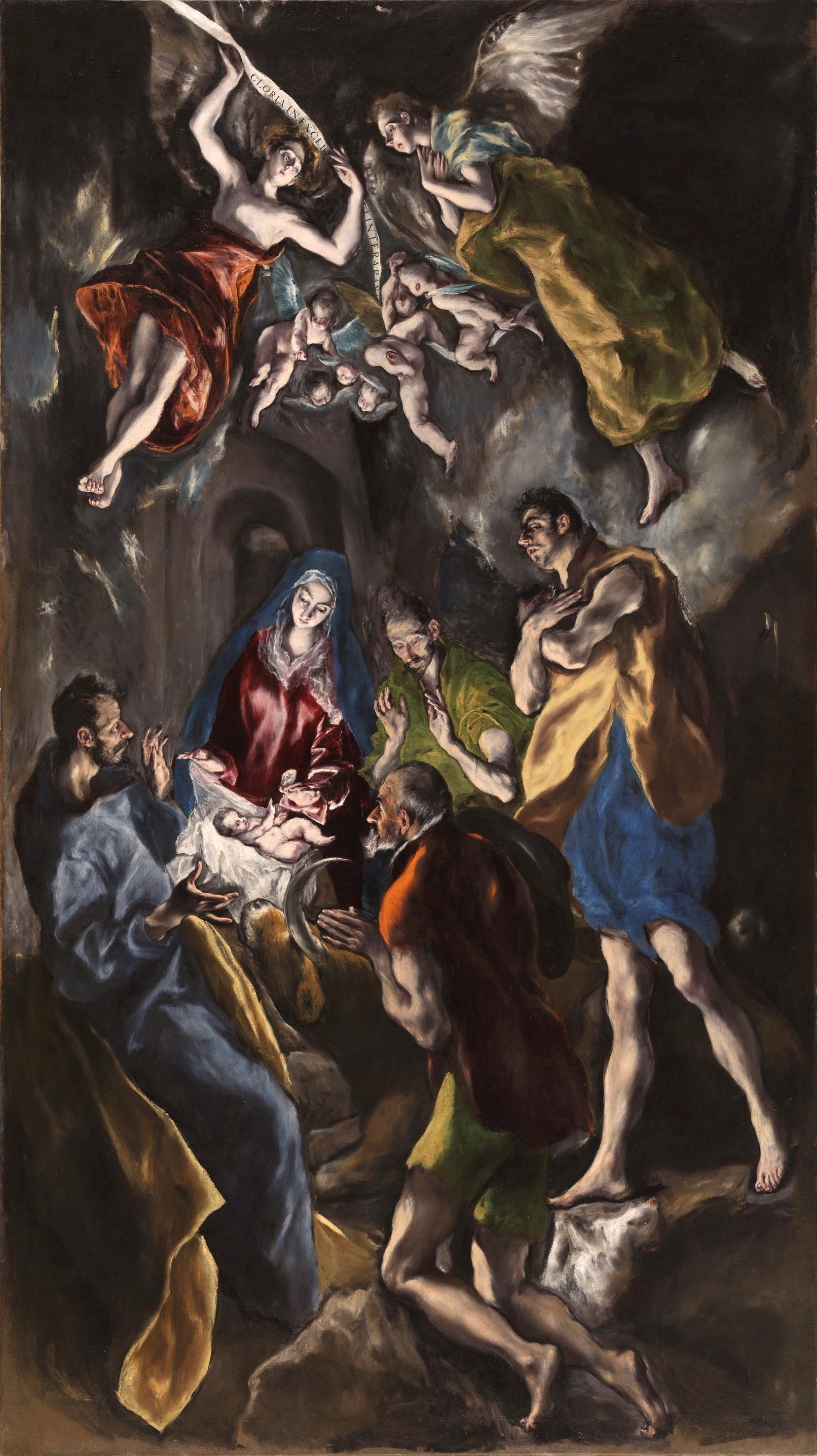
《羊飼いの礼拝》 1612-1614年 プラド美術館所蔵

## エル・グレコの家

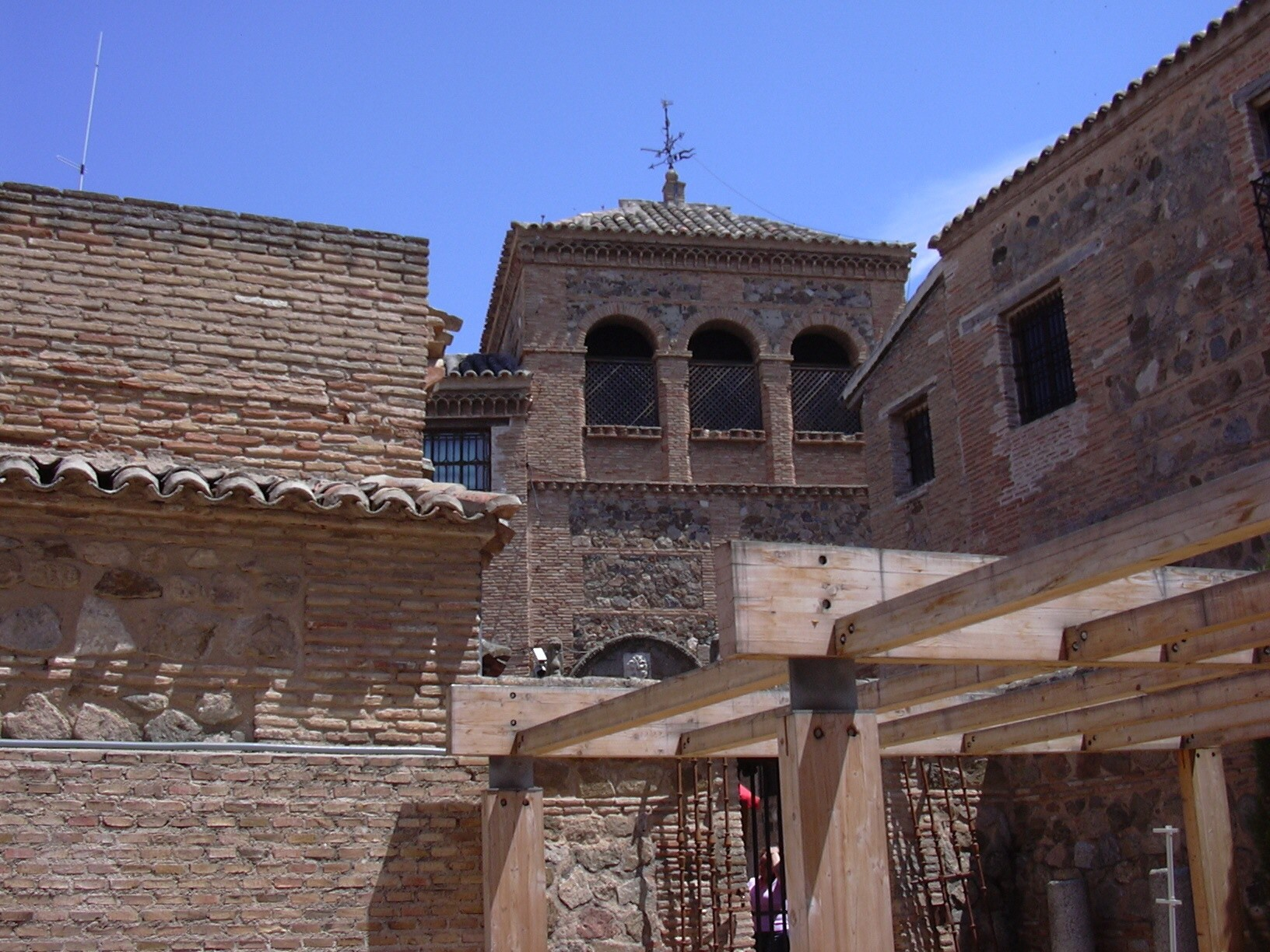
トレドにあるエル・グレコの家

グレコがトレドで暮らしていたとされる家を、20世紀に改装してできた美術館。グレコの住んでいた当時に合わせて台所、寝室、書斎、アトリエなどが復元されている。なお名称はグレコの家ということになってはいるが、実際に彼がどこに住んでいたかということはいまだ明確ではない。